# Burg zu Burghausen

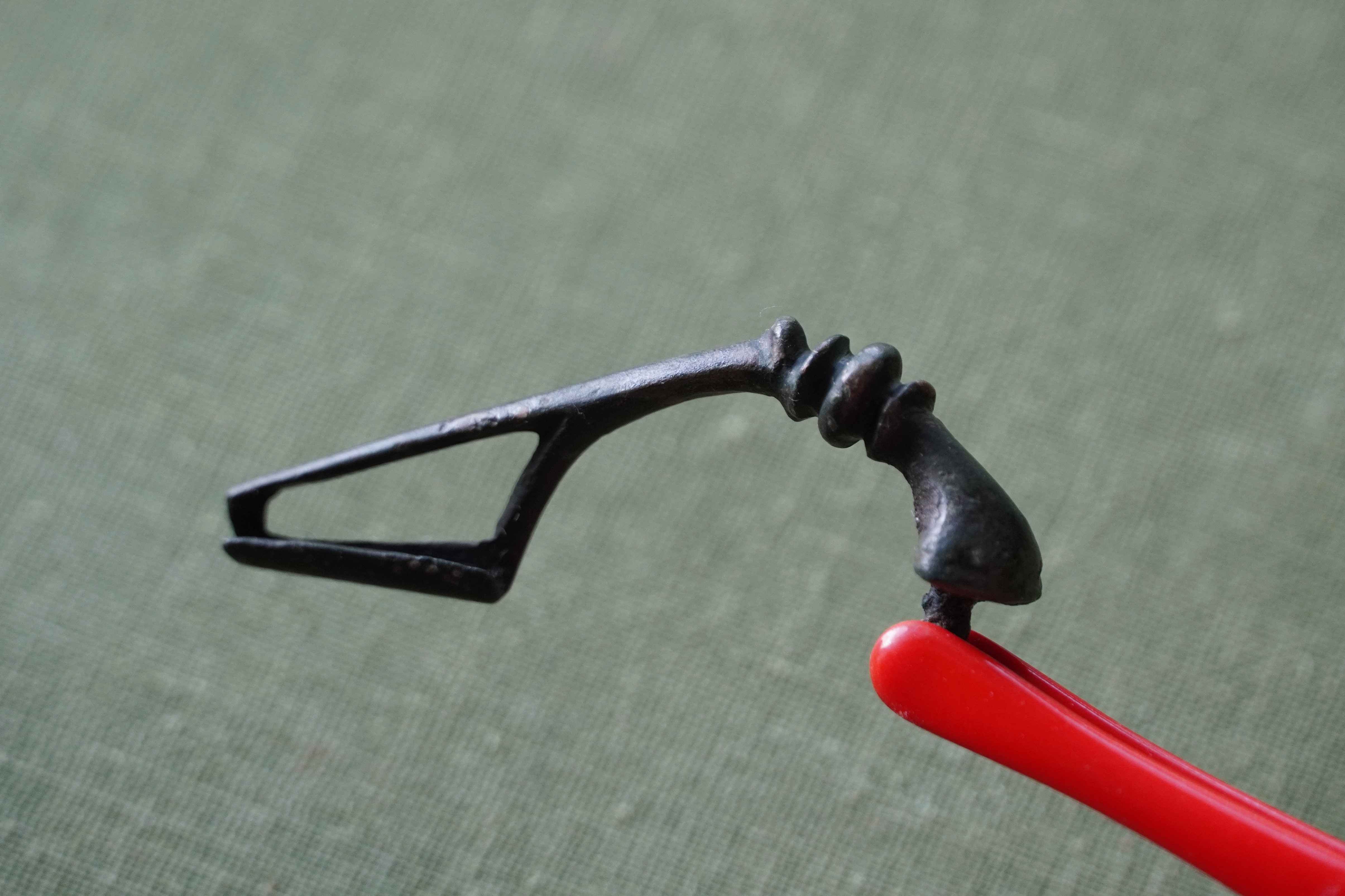
Keltische Fibel (Gewandspange) vom Burghang

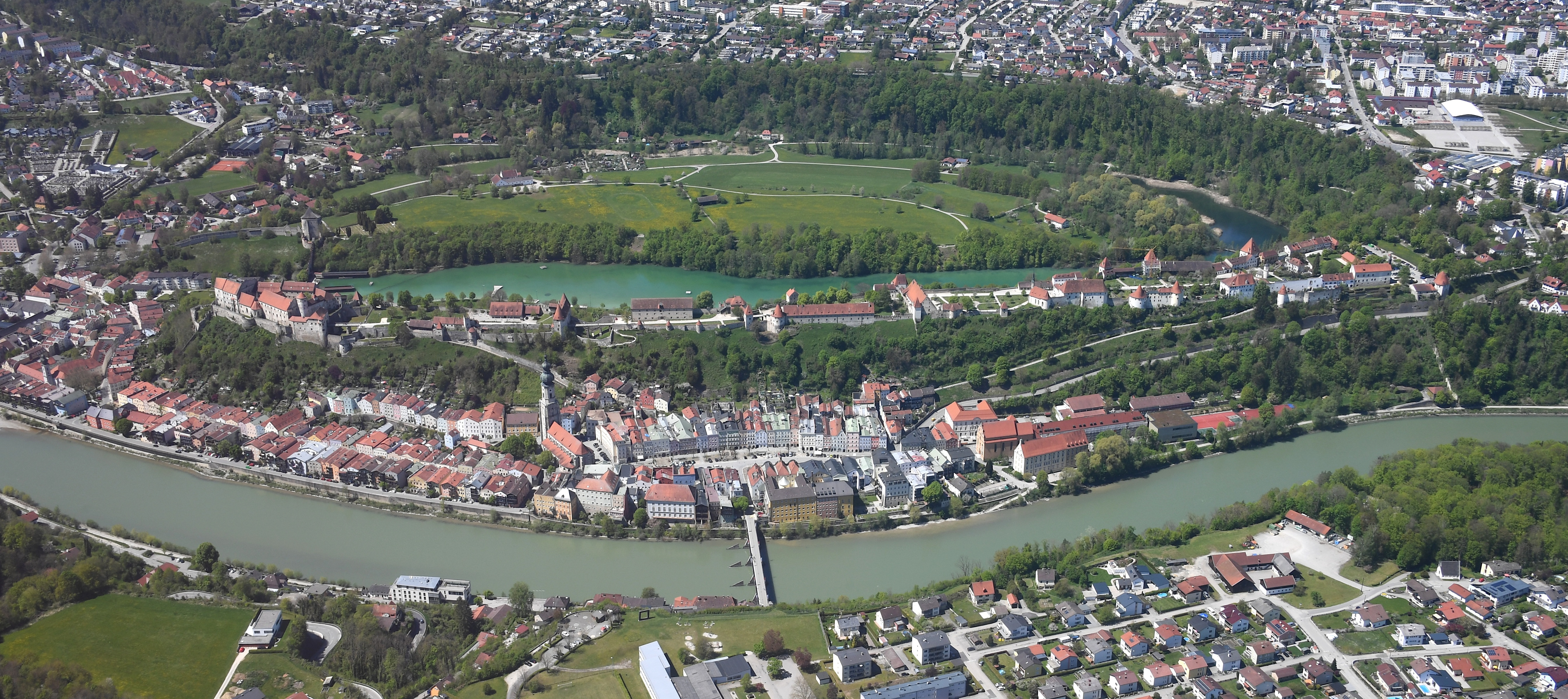
Luftbild von Burghausen von Osten

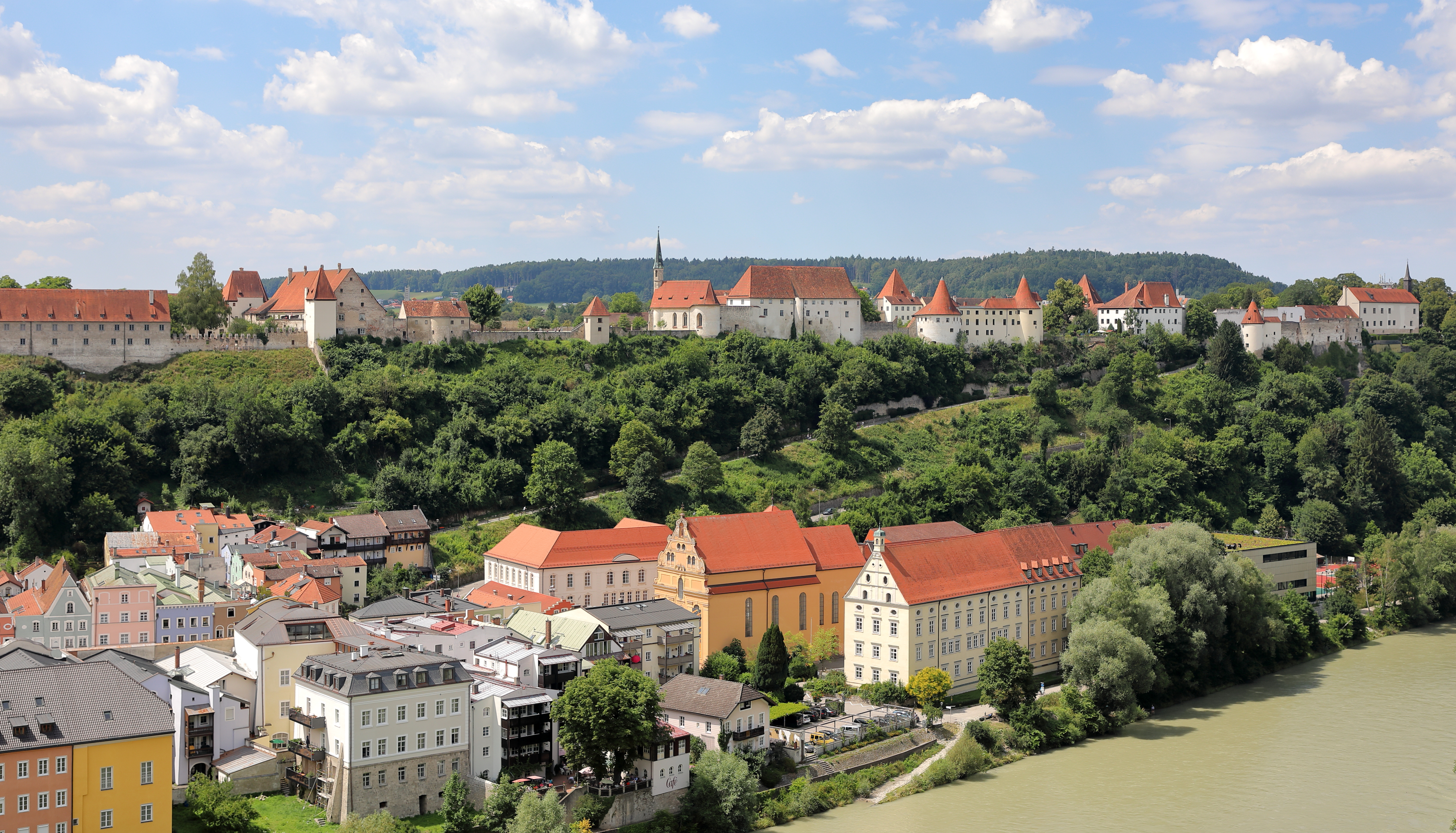
Südostansicht des nördlichen Teils der Burg mit 3., 4. und 5. Vorhof

Die Burg zu Burghausen ist eine Höhenburg oberhalb der Altstadt der gleichnamigen Stadt in Bayern und ist mit 1051 Metern die längste Burganlage Europas und gilt seit einem Eintrag im Guinness-Buch der Rekorde als „längste Burg der Welt“. Sie besteht aus sechs Burghöfen und ist bis auf wenige Ausnahmen aus Tuffquadersteinen (Travertin) errichtet. Ein großer Teil der Bauten und der Charakter der Gesamtanlage stammen aus der Zeit als Residenz und Landesfestung der niederbayerischen Linie der Wittelsbacher, vor allem aus den Jahren um 1480 bis 1503.
Nach dem Ende als Residenz 1503/05 erhielt Burghausen bis 1802 das Rentamt, was zu weiteren Aus- und Umbauten der Burg führte. Als Garnisonsstandort (1763–1891) wurde die Burg zuletzt noch einmal stark verändert. Große Gebäudeteile wurden abgerissen, nicht zuletzt unter französischer Besatzung um 1800.
Die Wurzeln der Burganlage reichen weit zurück. Die außergewöhnliche Lage des Burgberges führte schon in der Bronze- und Eisenzeit zu einer Besiedlung im Bereich der heutigen Hauptburg. Außerdem stieß man bei Grabungen auf zahlreiche Spuren aus keltischer und römischer Zeit. Abgesehen von Fundamentresten stammen die ältesten Teile der Burg aus dem Hochmittelalter, die älteste bis heute erhaltene schriftliche Erwähnung stammt aus dem Jahr 1025.
Die Anlage ist unter der Aktennummer D-1-71-112-52 als denkmalgeschütztes Baudenkmal von Burghausen verzeichnet. Ebenso wird sie als Bodendenkmal unter der Aktennummer D-1-7842-0074 im Bayernatlas als „untertägige mittelalterliche und frühneuzeitliche Befunde im Bereich der Burg von Burghausen und ihrer Vorgängerbauten sowie Höhensiedlung der Bronzezeit, der Urnenfelderzeit, der Hallstattzeit und der frühen Latènezeit und Körpergräber des hohen Mittelalters“ geführt.

## Geographische Lage
Der Standort der Höhenburg (Kammburg) (420 m ü. NHN) ist das nordöstliche oberbayerische Voralpenland, im Bereich des ehemaligen Inn-Salzach-Gletschers und heute nahe der Grenze zum österreichischen Bezirk Braunau am Inn. Die umgebende Landschaft ist hügelig, relativ stark bewaldet und wird von einer Reihe von kalten Flüssen aus den nahen Alpen in Richtung Donau durchzogen. Einer von ihnen ist die Salzach, an deren Ufer die Altstadt von Burghausen (360 m ü. NHN) liegt.

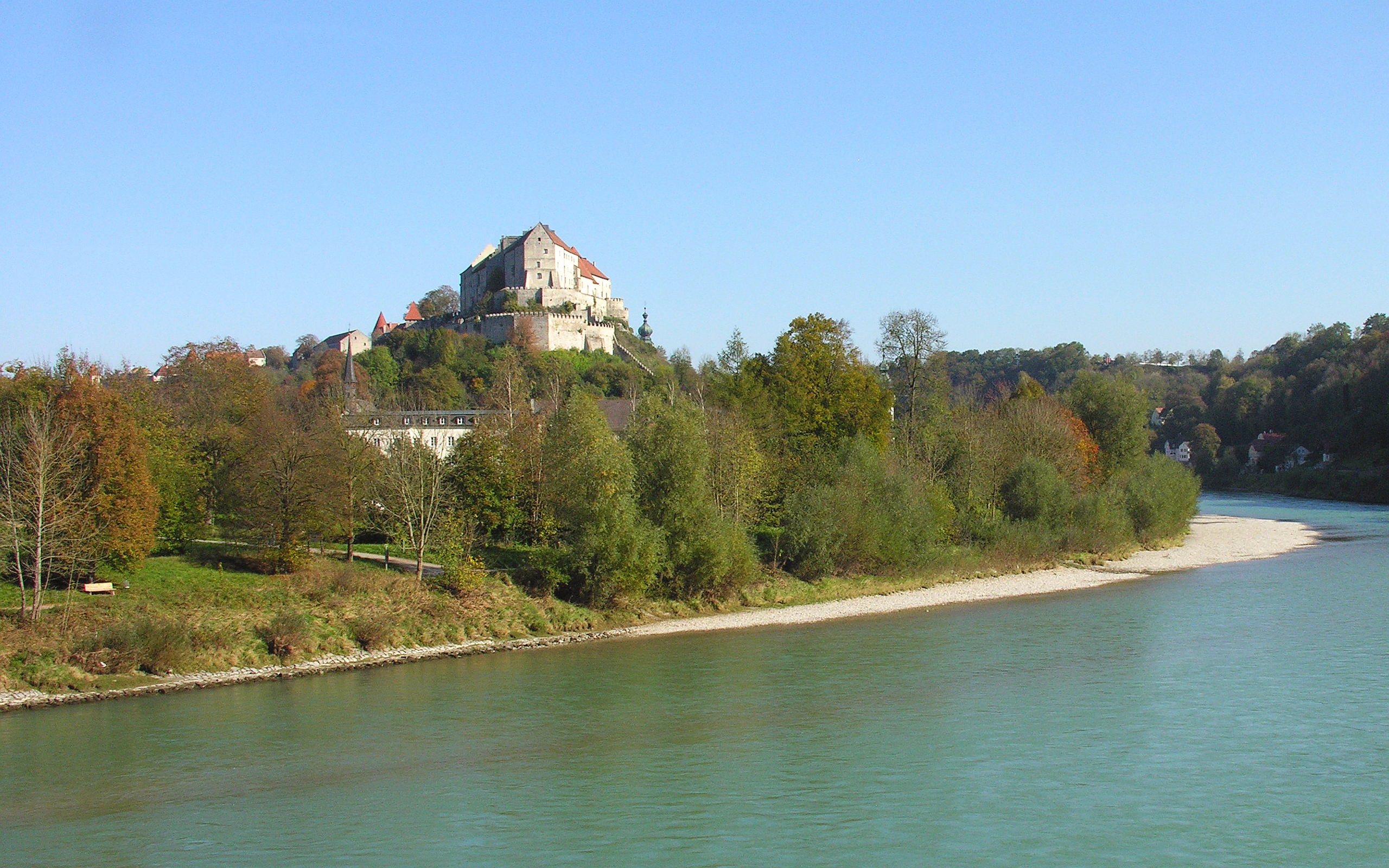
Die Burg oberhalb der Salzach (mittig Grenze zu Österreich)

Die Bauten der Burg erstrecken sich über einen schmalen und langgestreckten Bergrücken, der Fluss und Altstadt vom gegenüber liegenden Wöhrsee trennt, einem Altwasser der Salzach. Die Hauptburg liegt am südlichen Ende, einen Kilometer weiter nördlich befindet sich der einzige ebenerdige Eingang zur Burg. Die Hänge nach Westen, Osten und Süden fallen steil ab und sind mit Gras und einzelnen Bäumen bewachsen.
Die Lage auf diesem langgezogenen Bergrücken war im Verteidigungsfall äußerst günstig. Sie ist sicher auch ein Grund dafür, dass die Burg niemals im Sturm erobert worden ist. Die unmittelbare Nähe zur deutsch-österreichischen Staatsgrenze ist ein Resultat neuzeitlicher Entwicklungen; zur Blütezeit von Stadt und Burg im Spätmittelalter war das auf der anderen Flussseite gelegene Innviertel Teil des wittelsbachischen Herrschaftsbereichs und die Burg somit keine unmittelbare Grenzfeste.

## Geschichte

### Bis zum frühen Mittelalter

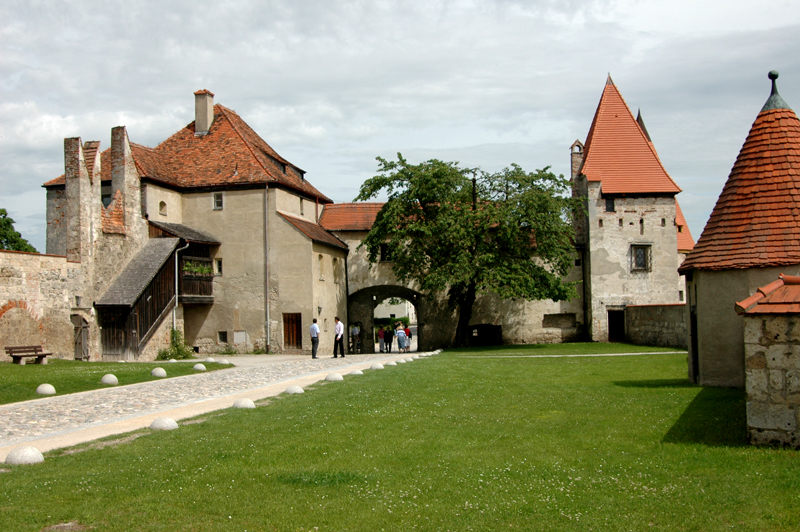
Der Büchsenmeisterturm mit umgebenden Gebäuden

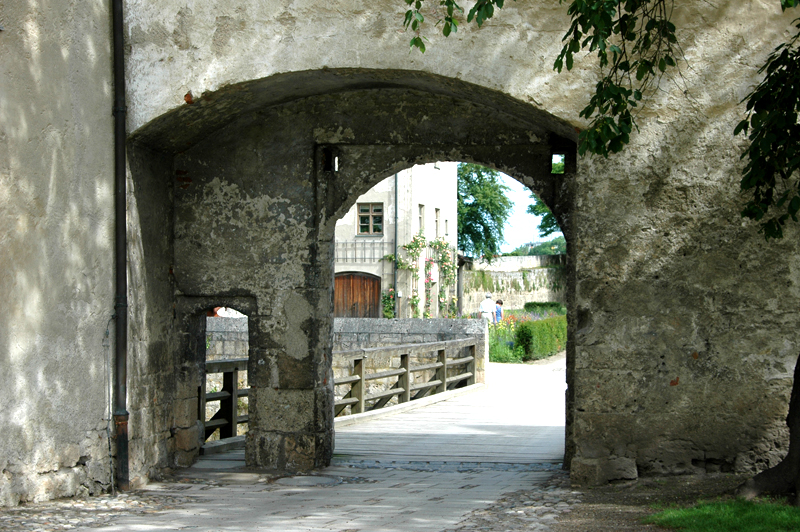
Das Tor am Kornmesserturm, typisch für die Burganlage

Bei umfangreichen Grabungen unter der Dürnitz in den Jahren 2002 bis 2004 wurden unter anderem eine Reihe von Scherben gefunden, die auf das 16. Jahrhundert vor Christus datiert werden. Damit wurde eine langgehegte Vermutung bestätigt, dass der Burgberg in Burghausen bereits seit der Bronzezeit besiedelt war, was auch Pfeilspitzen, Messer/Sichelfragmente, Gußkuchen, Gewandnadeln, Keramik und ein Dolch bezeugen. Als „kleine Sensation“ gilt der Fund von Resten einer Trockenmauer aus derselben Epoche, ebenfalls unter der Dürnitz. Auch zahlreiche Relikte aus der Eisenzeit kamen bei diesen Grabungen zu Tage.
Im 2. und 1. Jahrhundert v. Chr. existierte wahrscheinlich eine keltische Abschnittsbefestigung auf dem Areal der heutigen Hauptburg; zahlreiche Funde keltischer Fibelteile, Münzen sind starke Indizien für diese Annahme. Ähnliches gilt auch für die Epoche, in der das heutige Burghausen Teil der römischen Provinz Noricum war; aus dieser Zeit wurden bei Grabungen Münzen von Kaiser Mark Aurel bis Kaiser Konstantin und römische Fibeln entdeckt. Spätestens seitdem war das Schicksal der Ansiedlungen untrennbar verbunden mit dem Handel von Salz über die Salzach. Man geht heute von einer mehr oder weniger durchgehenden Nutzung und Besiedlung des Areals seit der Bronzezeit aus.
Aus dem frühen Mittelalter gibt es nur spärliche Hinweise auf eine Bebauung des Burghügels. Vom 8. bis ins 10. Jahrhundert stand an der Stelle wahrscheinlich ein befestigter Amtshof der agilolfingischen Herzöge zur Überwachung der Salzschifffahrt – Fundamentreste deuten darauf hin. In der nahen Umgebung lassen sich ebenfalls zahlreiche Siedlungen aus dieser Zeit nachweisen, zudem war das Inn-Salzach-Mündungsgebiet geografisches Zentrum des agilolfingischen Machtbereichs, der im 10. Jahrhundert vom Lech bis zum Wienerwald und vom Fichtelgebirge bis zur Adria reichte. Der Zerfall des agilolfingischen Stammesherzogtums hatte zur Folge, dass sich die Umgebung der Burg Burghausen von nun an zwischen dem Hochstift Passau, dem Erzstift Salzburg, dem Herzogtum Österreich und der Propstei Berchtesgaden befand.

### Hochmittelalter
Im Jahr 1025, noch zur Regierungszeit des letzten Luxemburgers Herzog Heinrich V. von Bayern, wurde Burghausen urkundlich als Reichsgut erwähnt – die älteste Erwähnung. Zu dieser Zeit wie im gesamten 11. Jahrhundert ist auf dem Burghügel der Sitz der Grafen von Burghausen nachzuweisen, einer Nebenlinie der Sieghardinger. Ein erster größerer Ausbau fand um 1090 statt, aus dieser Zeit sind noch Fragmente des Palas erhalten. 1130 wurde der Siedlung unter der Burg das Marktrecht verliehen und Burghausen in Quellen bereits als 'urbs' bezeichnet. 1140 wurde in der Talsiedlung der Vorgängerbau der heutigen Jakobskirche geweiht. Nach dem Tod des letzten Grafen von Burghausen, Gebhard II., ging die Burg 1168 schließlich in den Besitz und Machtbereich der Wittelsbacher über; Teile der dazugehörigen Ländereien gingen an die Babenberger. Ab 1180, unter der Herrschaft des Wittelsbachers Otto I., des ersten Herzogs von Bayern, wurde die Burg massiv weiter ausgebaut. 1235 schließlich, dem Geburtsjahr Heinrichs XIII., erhielt Burghausen das Stadtrecht; zwischen Burg und Salzach hatte sich mittlerweile eine für mittelalterliche Verhältnisse stattliche Ansiedlung entwickelt.
Nach der ersten Teilung Bayerns wurde unter dem etwa 20-jährigen Herzog Heinrich XIII. ab 1255 eine völlig neue Anlage gebaut, die teilweise noch heute innerhalb der Hauptburg erhalten ist. Die innere Schlosskapelle aus diesem Jahr gilt als die älteste frühgotische Kirche im südbayerischen Raum. Ebenfalls aus der Mitte des 13. Jahrhunderts stammen Dürnitz und Kemenate. Die Burg zu Burghausen diente ab diesem Zeitpunkt als zweite Residenz der Herzöge von Niederbayern neben der Burg Trausnitz in Landshut.

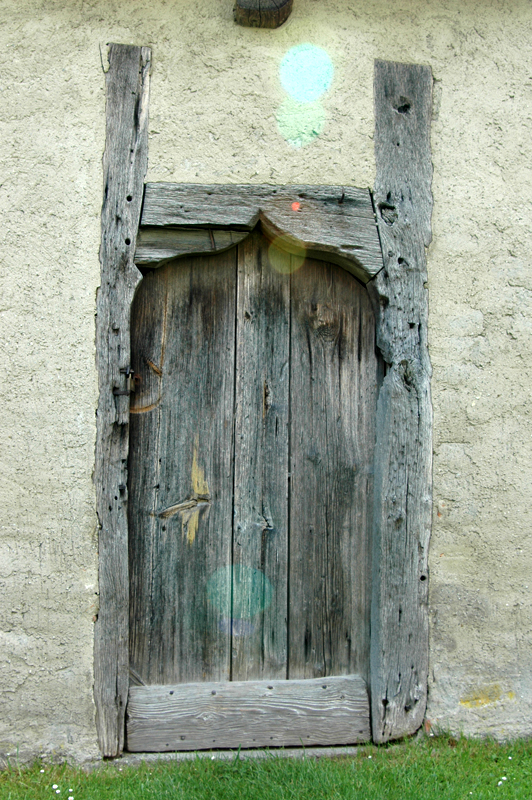
Tür eines Geschütztürmchens
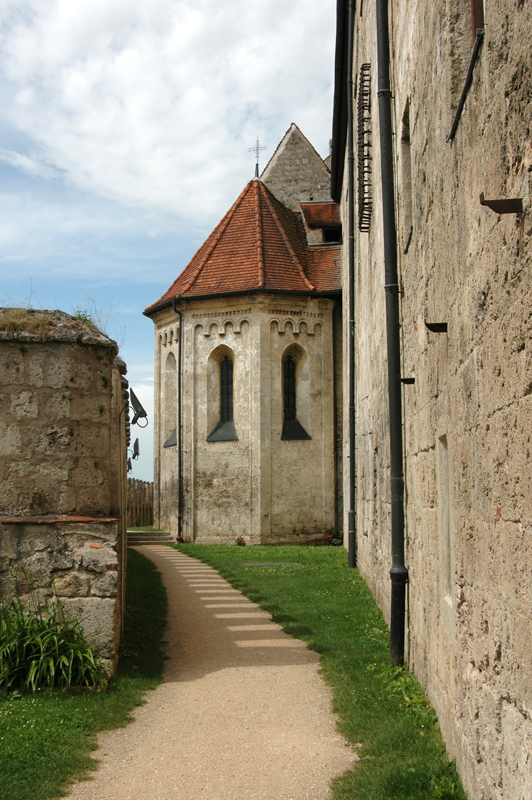
Die innere Schlosskapelle (1255) im oberen Zwinger der Hauptburg (Ostseite)
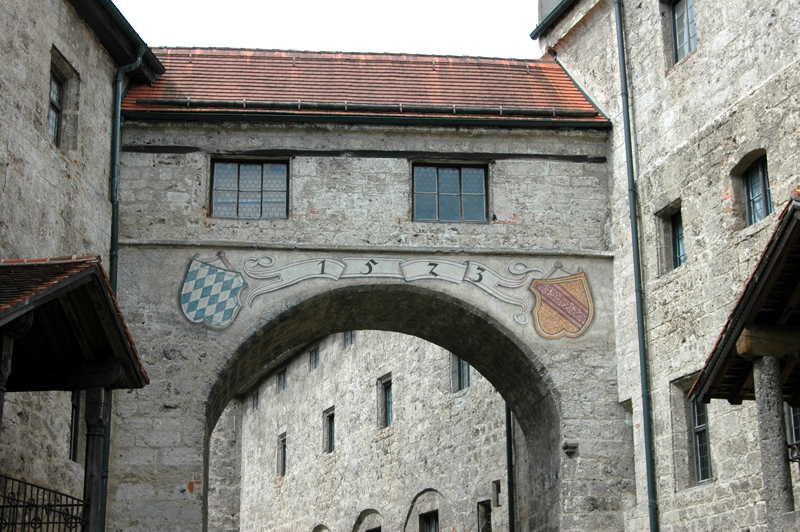
Wappen: Bayern Baden, 1523 J.
Wappen: Wilhelm IV. (Bayern)
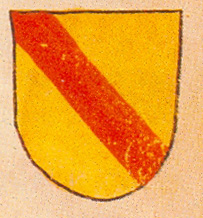
Wappen: Maria v. Baden
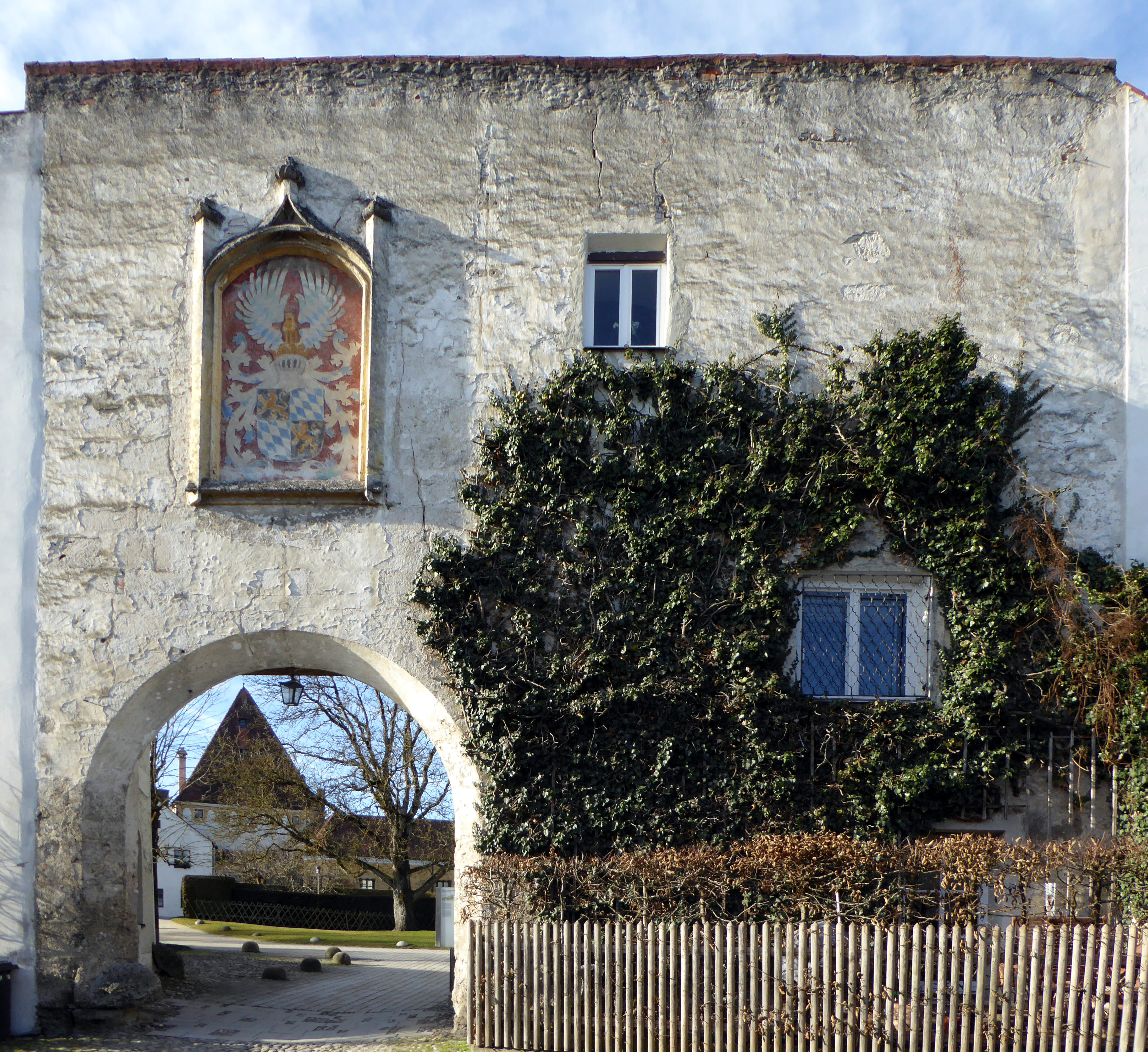
Wappen von Bayern
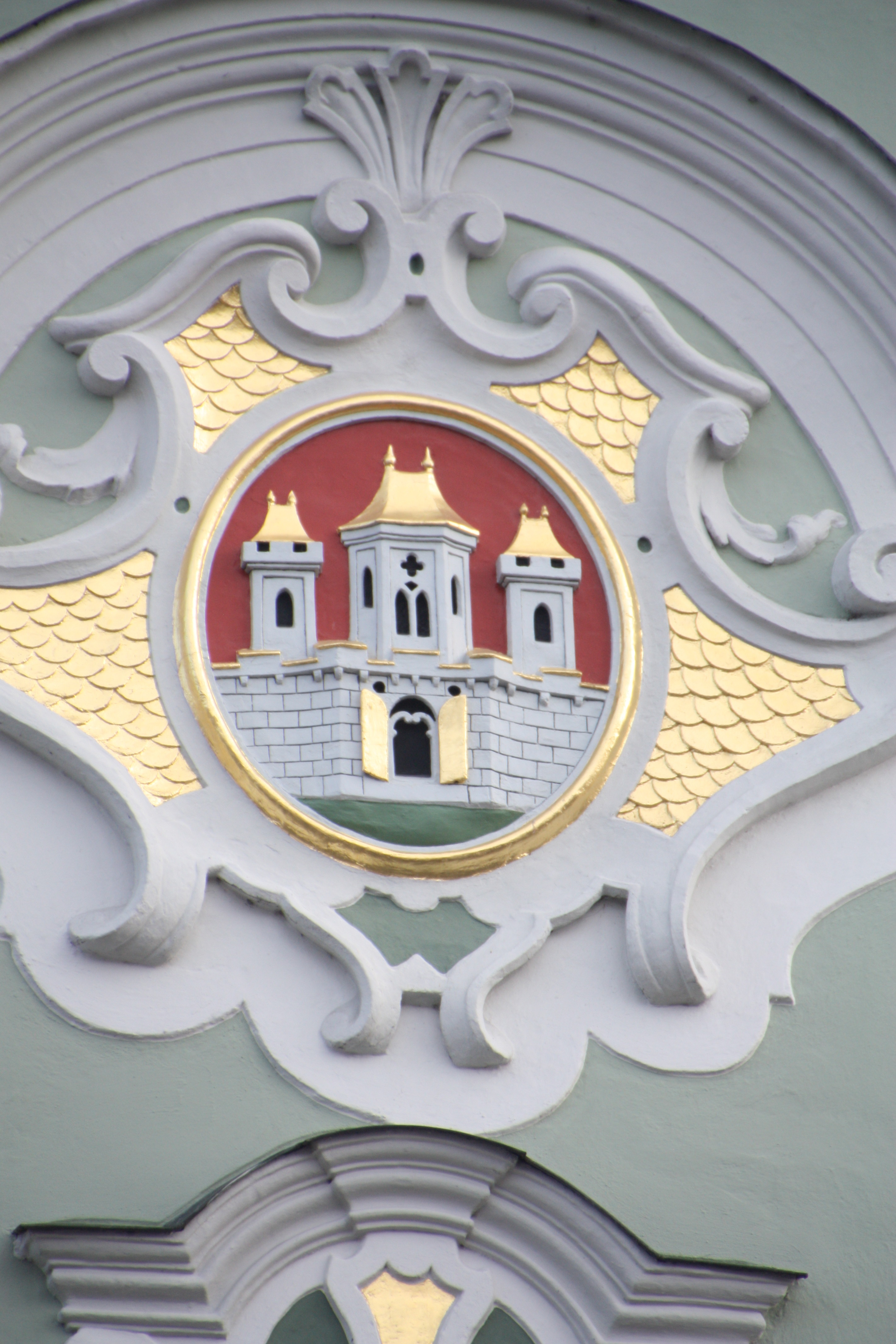
Burghausen
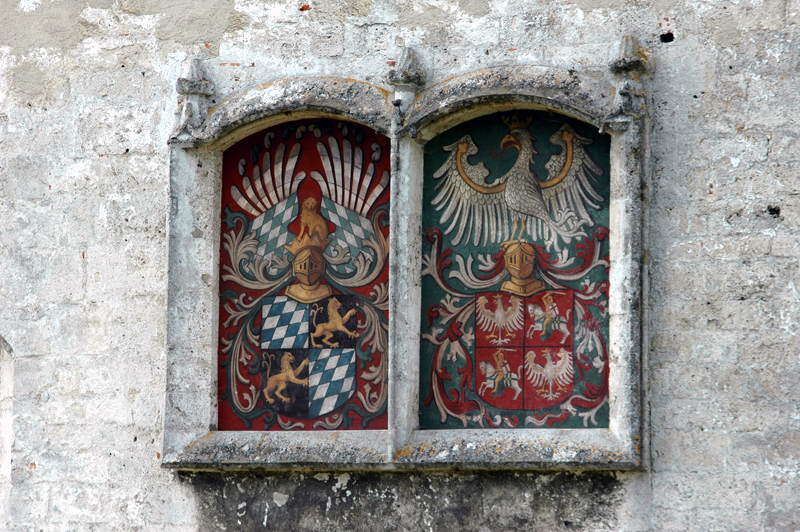
Allianzwappen[3] Georg u. Hedwig (1494)

### Spätmittelalter und beginnende Renaissance

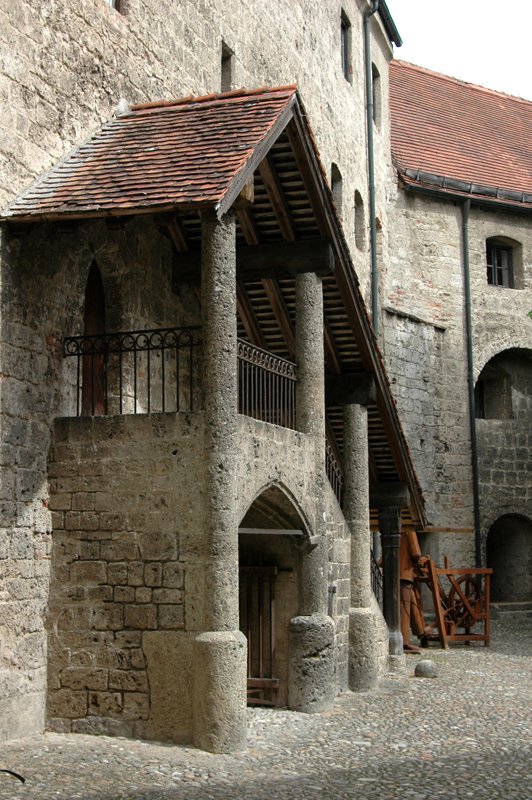
Aufgang zur Kemenate

In den beiden darauffolgenden Jahrhunderten fanden die wichtigsten und intensivsten Bauperioden statt. Nach einer erneuten Teilung Bayerns unter den Söhnen Stephans II. im Jahr 1392 blieb die Burg zu Burghausen zweite Residenz der neu geschaffenen Linie Bayern-Landshut. Erster Regent war Herzog Friedrich der Weise († 1393). Unter den drei „reichen“ Wittelsbacher Herzögen dieser Linie (Heinrich 1393–1450, Ludwig 1450–1479 und vor allem Georg 1479–1503) wurde die Burganlage massiv ausgebaut und erhielt ihren heutigen Charakter. Besonders die Angst vor den anrückenden Türken führte ab etwa 1490 zu einem starken Festungsausbau, für den der herzogliche Zeugwart und Hofbaumeister Ulrich Pesnitzer verantwortlich war. Die Hauptlast der Baumaßnahmen hatten die Bauern aus der Umgebung zu tragen.
Als Residenz musste die Burg neben der Funktion als Festung auch den Raum für ein funktionierendes Gemeinwesen bieten. Die Anlage bekam die Gestalt einer in sich geschlossenen, großzügigen Wehr- und Wohnburg. Die enormen Ausmaße – in dieser Zeit erreichte die Burg ihre heutige Länge von über einem Kilometer – erlaubten sogar das Anlegen größerer Gärten. Der Marstall beherbergte mehrere hundert Pferde. Handwerksbetriebe, Wohn- und Verwaltungsräume sowie mehrere Kirchen waren über die verschiedenen Burghöfe verteilt. Die Bewohner verteilten sich je nach Stand von „oben“ (Hauptburg) nach „unten“ (Sechster Burghof).
Mit dem Landshuter Erbfolgekrieg (1504/05) und der damit verbundenen „Wiedervereinigung“ der Bayerischen Herzogtümer unter Albrecht IV. verlor Burghausen den Status als Residenz. Stattdessen diente die Burg nun den Söhnen Herzog Albrechts als sogenannter „Prinzenwohnsitz“. Zu dieser Zeit lebte auch der Chronist Johannes Thurmayr, besser bekannt als Johannes Aventinus, für einige Zeit in Burghausen – allerdings nicht in dem Gebäude der Burg, von dem es eine angebrachte Tafel und sogar der Name des Hauses („Aventinushaus“) heute berichten.

### Neuzeit

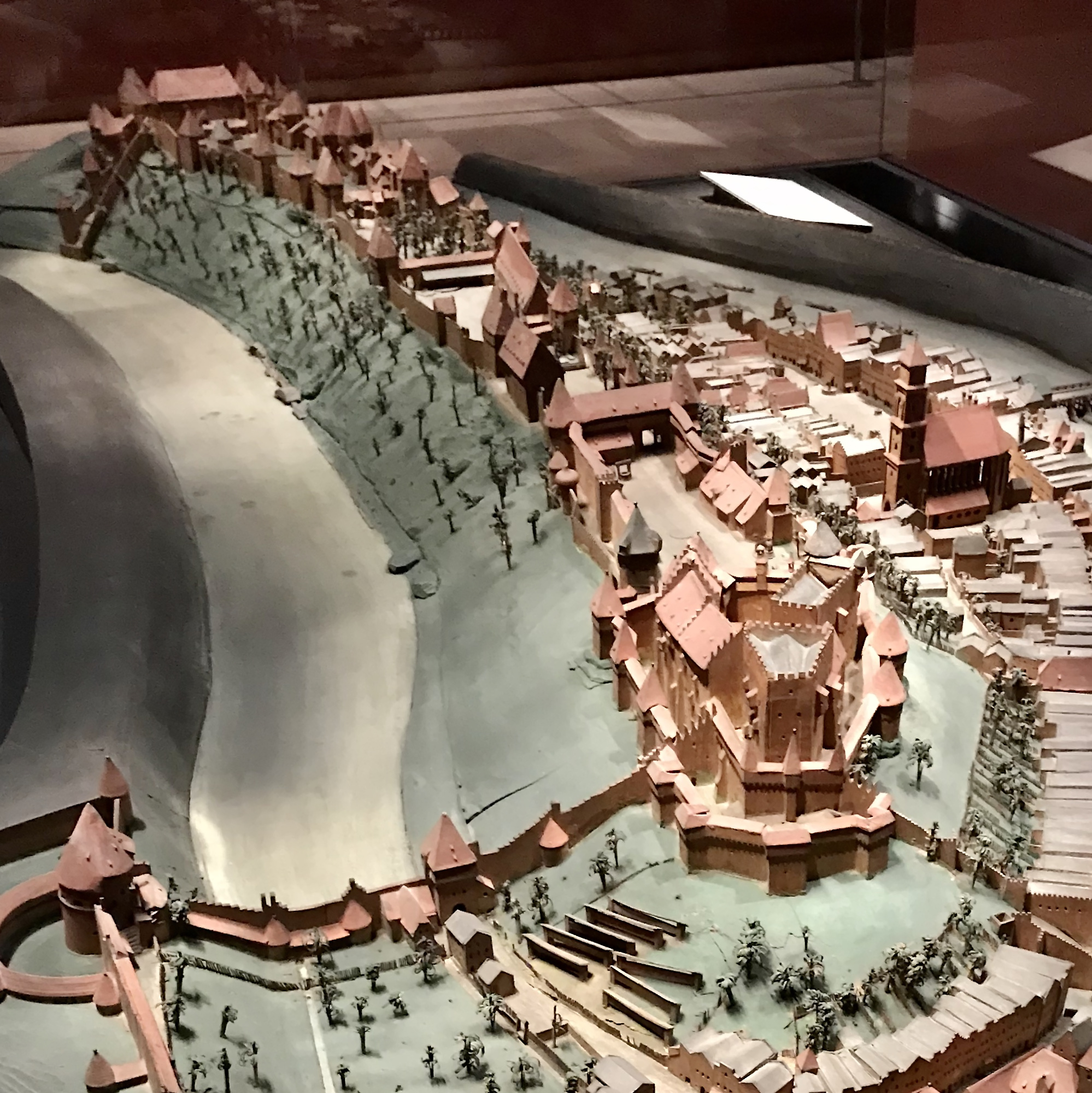
Burg zu Burghausen in dem Modell von Jakob Sandtner aus dem Jahre 1574

Die Burg hatte im Übergang vom Mittelalter zur frühen Neuzeit aufgrund ihrer außerordentlichen Lage und ihrer Funktion als Hauptwaffenplatz weiterhin eine große militärische Bedeutung. Weitere Umbauten wurden ab dem 16. Jahrhundert bis ins 18. Jahrhundert unter der Prämisse der Wehrhaftigkeit vorgenommen; der Residenzcharakter trat dabei langsam auch architektonisch wieder in den Hintergrund. Einen detaillierten Überblick über die Burg zu Burghausen wenige Jahrzehnte nach ihrer Blütezeit als Residenz bietet das berühmte Stadtmodell von Jakob Sandtner aus dem Jahr 1574. Im 17. Jahrhundert, während des Dreißigjährigen Krieges, wurde die Befestigung besonders verstärkt, insbesondere vor den 1632 anrückenden Schweden. In diesem Zusammenhang saß der schwedische Feldmarschall Gustav Graf Horn von 1634 bis 1641 im Kerker der Hauptburg.
Im 18. Jahrhundert wurden die Außenwerke der Burg nach dem System des Festungsbaumeisters Sébastien Le Prestre de Vauban erweitert. Nach Bayerns Beteiligung im Österreichischen Erbfolgekrieg 1740–1748 folgten umfangreiche Umbauten, vor allem nach der Ernennung Burghausens zur Garnisonsstadt im Jahr 1763. Als Folge des Bayerischen Erbfolgekriegs 1778/1779 und dem anschließenden Frieden von Teschen wurde Burghausen durch die Abtretung des Innviertels an das Herzogtum Österreich zur Grenzstadt; zwar wurde die Grenzziehung entlang der Salzach unter Napoléon I. noch einmal kurz revidiert, das Innviertel kam aber nach dem Wiener Kongress 1814/15 endgültig an das Kaisertum Österreich. Während der napoleonischen Besatzung wurden in den Jahren 1800 und 1801 alle nördlichen Außenwerke durch französische Truppen unter Marschall Michel Ney abgerissen. Dadurch war der einzige verwundbare, ebenerdige Zugang zur Burg offengelegt. 1809 erklärte Napoléon I. die Festungsanlage für veraltet. In den Jahrzehnten danach kam es zu zahlreichen Umbauten durch die in Burghausen stationierte Garnison der Königlich Bayerischen Armee (1816–1849: 1. Jägerbataillon, 1849–1878: 2. Jägerbataillon, ab 1878: I. Bataillon des 16. Infanterieregiments), Teile der Burg wurden gleichzeitig privat veräußert. 1893 wurde die Garnison aufgelöst. Ein bereits geplanter Abriss der Burg konnte von Burghauser Bürgern gerade noch verhindert werden.
1896 begann eine erste Renovierung der Hauptburg, die teilweise stark in das Erscheinungsbild der Anlage eingriff. Seit den 1960er Jahren bis heute wird die gesamte Burganlage weiter saniert. Teilweise wird seit kurzem auch versucht, spätere Eingriffe (vor allem des 19. und 20. Jahrhunderts) wieder rückgängig zu machen, was nicht unumstritten ist. Heute gehört die Burg zum größten Teil dem Freistaat Bayern und steht unter der Bayerischen Verwaltung der staatlichen Schlösser, Gärten und Seen, kurz Bayerische Schlösserverwaltung. Diese vermietet Teilbereiche der Burg als Wohnungen, andere als Veranstaltungsräume. In der Hauptburg wie auch in anderen Burgteilen befinden sich mehrere Museen, nämlich das Staatliche Burgmuseum mit den herzoglichen Wohnräumen und einer Filialgalerie der Bayerischen Staatsgemäldesammlungen, das Stadtmuseum Burghausen, ein Foltermuseum und ein Fotomuseum.

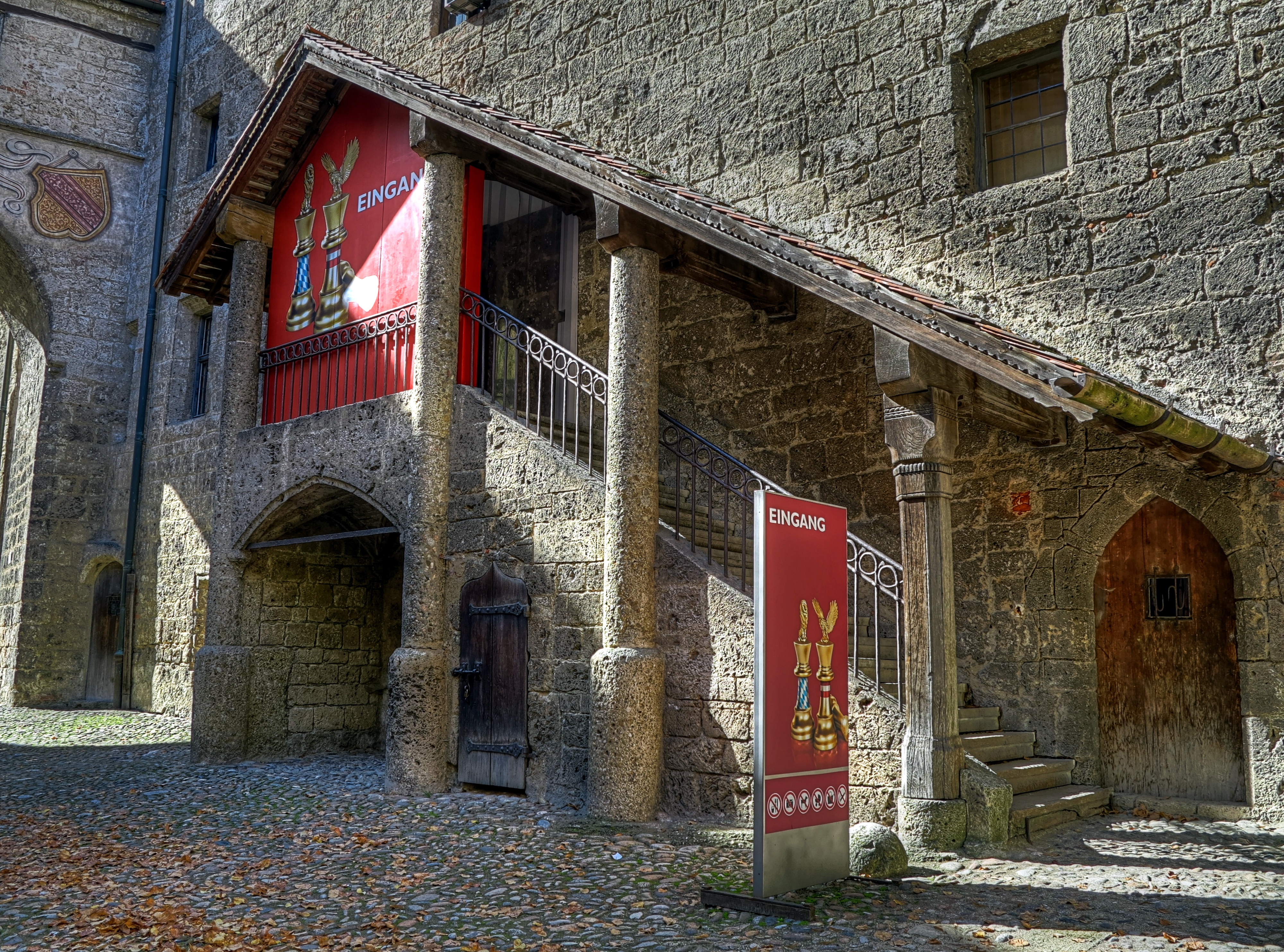
Bayerische Landesausstellung 2012

2004 war die Burg eine der zwei Hauptausstellungsflächen der Landesgartenschau Bayern. Hierfür wurden in den Jahren 2002 bis 2004 erneut umfangreiche Sanierungsmaßnahmen durchgeführt. So ist seitdem wieder möglich, den gesamten oberen Zwinger der Hauptburg zu betreten. Außerdem brachten archäologische Grabungen im Bereich der Hauptburg (Dürnitz) beachtenswerte Funde zu Tage, die heute im Besucherzentrum der Hauptburg besichtigt werden können.
Vom 27. April bis zum 4. November 2012 veranstaltete das Haus der Bayerischen Geschichte und die Stadt Burghausen in Zusammenarbeit mit der Bayerischen Schlösserverwaltung sowie mit dem Amt der Oberösterreichischen Landesregierung in der Burganlage die Bayerische Landesausstellung mit dem Titel: Bayern und Österreich im Mittelalter: Verbündet – Verfeindet – Verschwägert. In diesem Zusammenhang wurde das Stadtmuseum Burghausen umgebaut und von Grund auf neu gestaltet. Weitere Ausstellungsorte waren auf der österreichischen Seite das Schloss Mattighofen, das von der Gemeinde für diese Ausstellung 2007 erworben und umgebaut wurde sowie das ehemalige Augustinerkloster Ranshofen in Braunau am Inn.

## Baubeschreibung

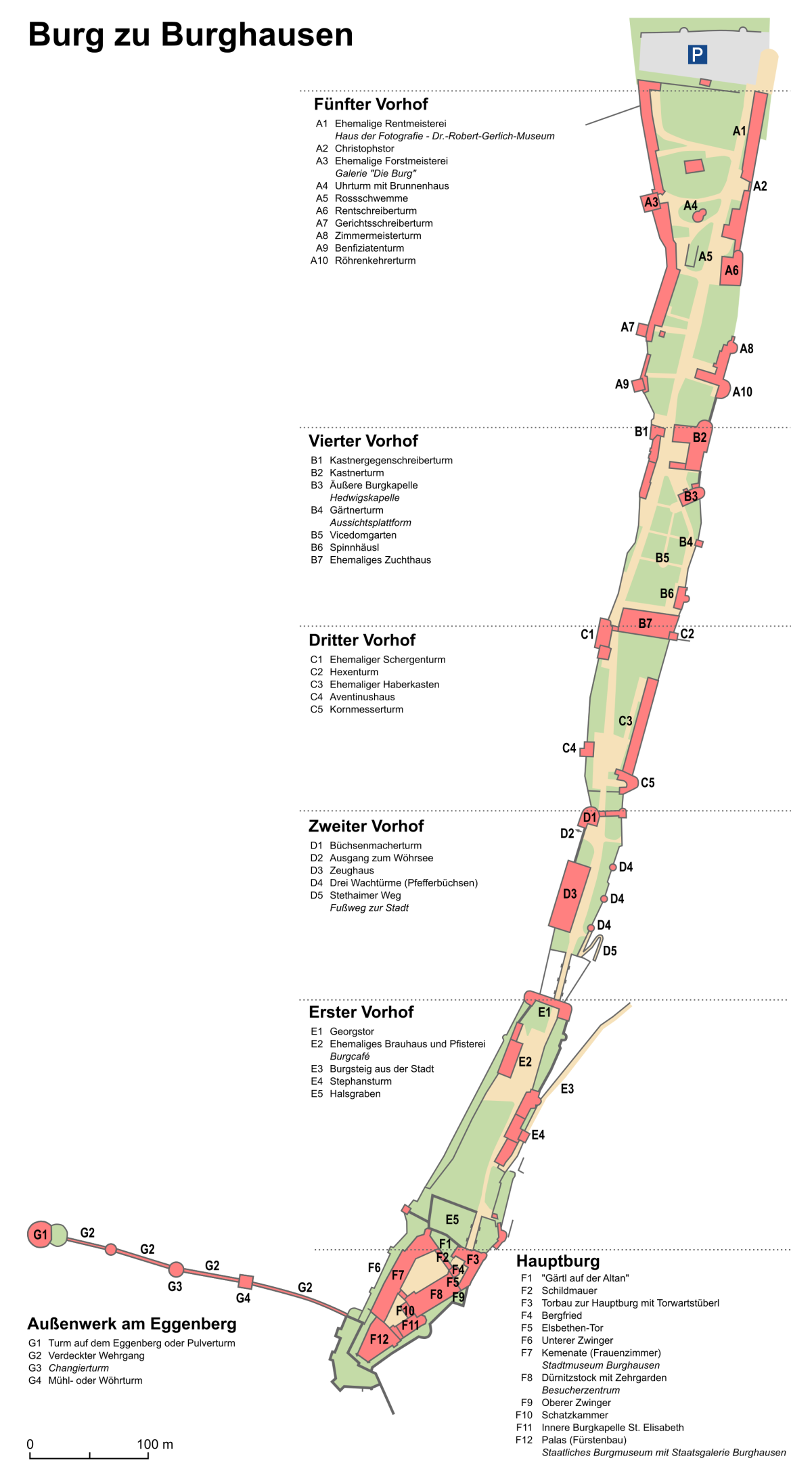
Plan der Burg

### Hauptburg (Erster Burghof, Innerer Schlosshof)
Die Hauptburg im Süden, auch inneres Schloss oder Innerer Burghof genannt, stellt den ältesten Teil der Burg dar und enthält die zentralen mittelalterlichen Elemente: Palas, Dürnitz, Kemenate, Schlosskapelle, sowie die sogenannte Schatzkammer und den Kerker. Der letzte große Ausbau fand Ende des 15. Jahrhunderts und Anfang des 16. Jahrhunderts statt.
Im Eingangstor der Hauptburg ist an der Ostseite das sogenannte Torwartstüberl eingelassen. Beide wurden in dieser Form etwa 1480 erbaut. Zwischen Eingangstor und innerem Burgtor (Elsbethen-Tor) liegt der Torzwinger der Hauptburg. Das Elsbethen-Tor ist mit dem mächtigen, siebenstöckigen Bergfried und der Schildmauer verbunden und konnte mit einem Fallgatter in Notfällen schnell verschlossen werden. Der innere Burghof wird am Südende vom Palas abgeschlossen, im Westen von der Kemenate und im Osten von der Dürnitz und der inneren Schlosskapelle. Schräg über dem Elsbethen-Tor, auf der Innenseite, ist eine Malerei aus dem 16. Jahrhundert erkennbar, die eine Szene mit den Heiligen Drei Königen darstellt.

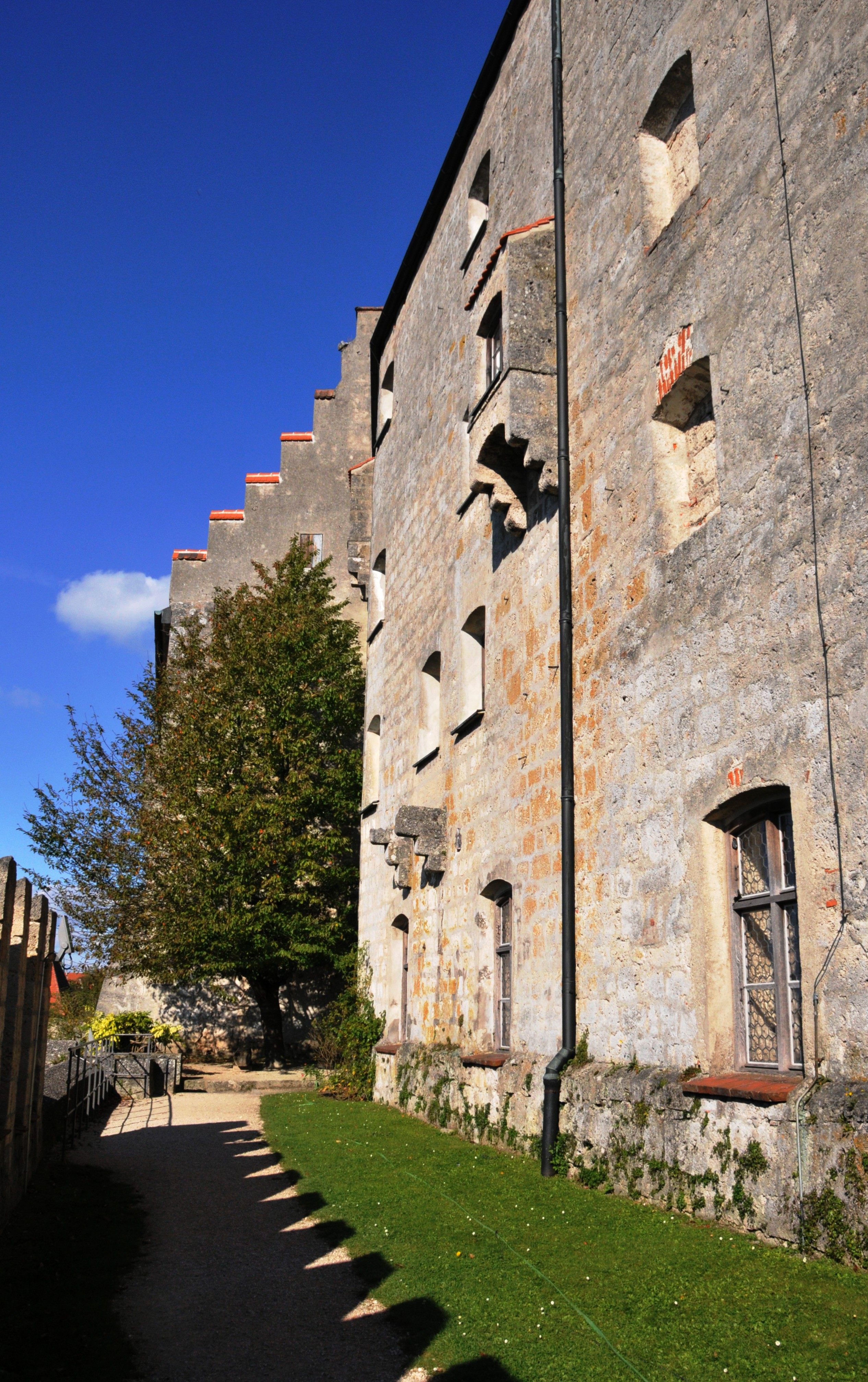
Oberer Zwinger (Westseite)
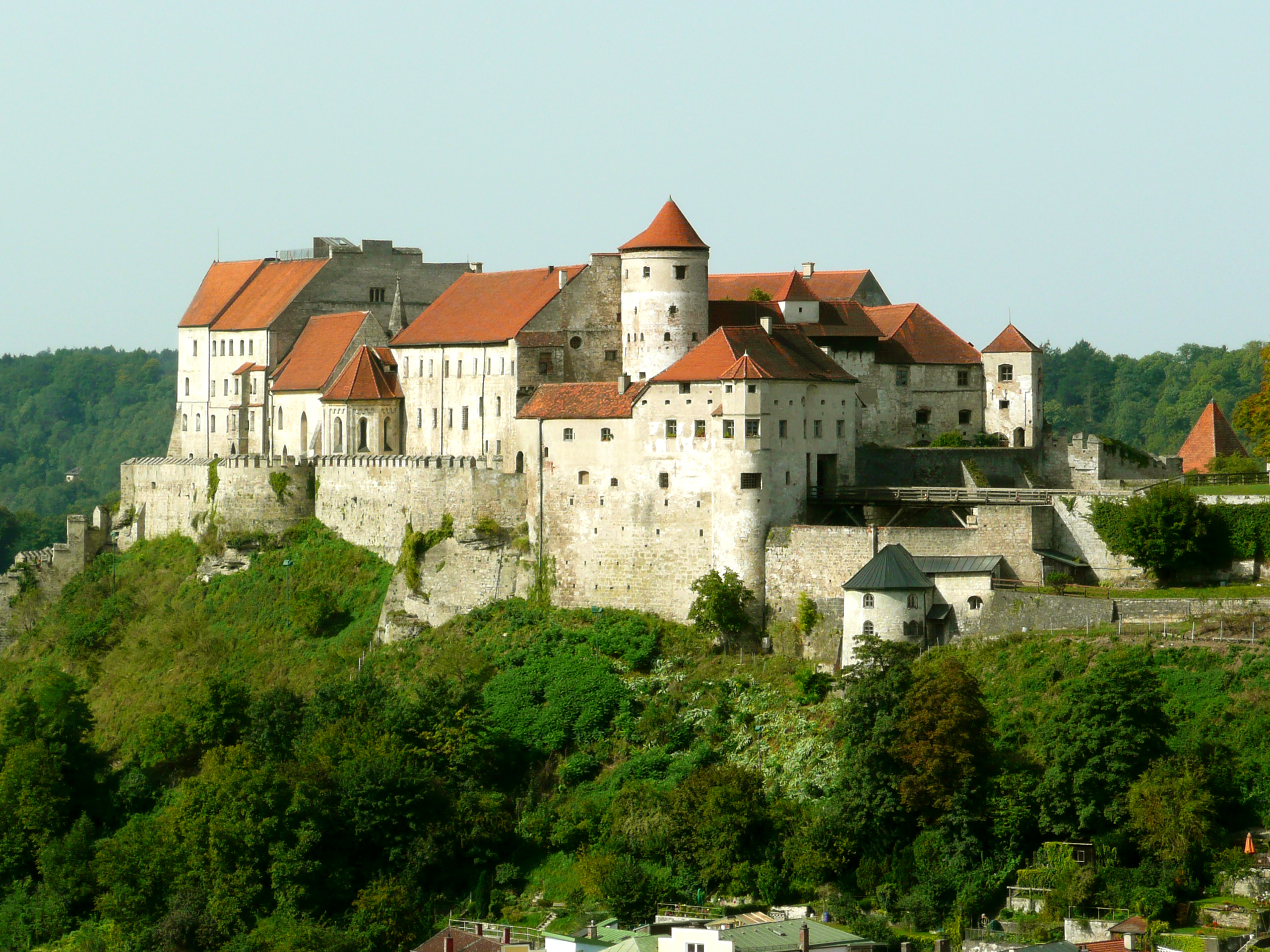
Hauptburg von Österreich gesehen
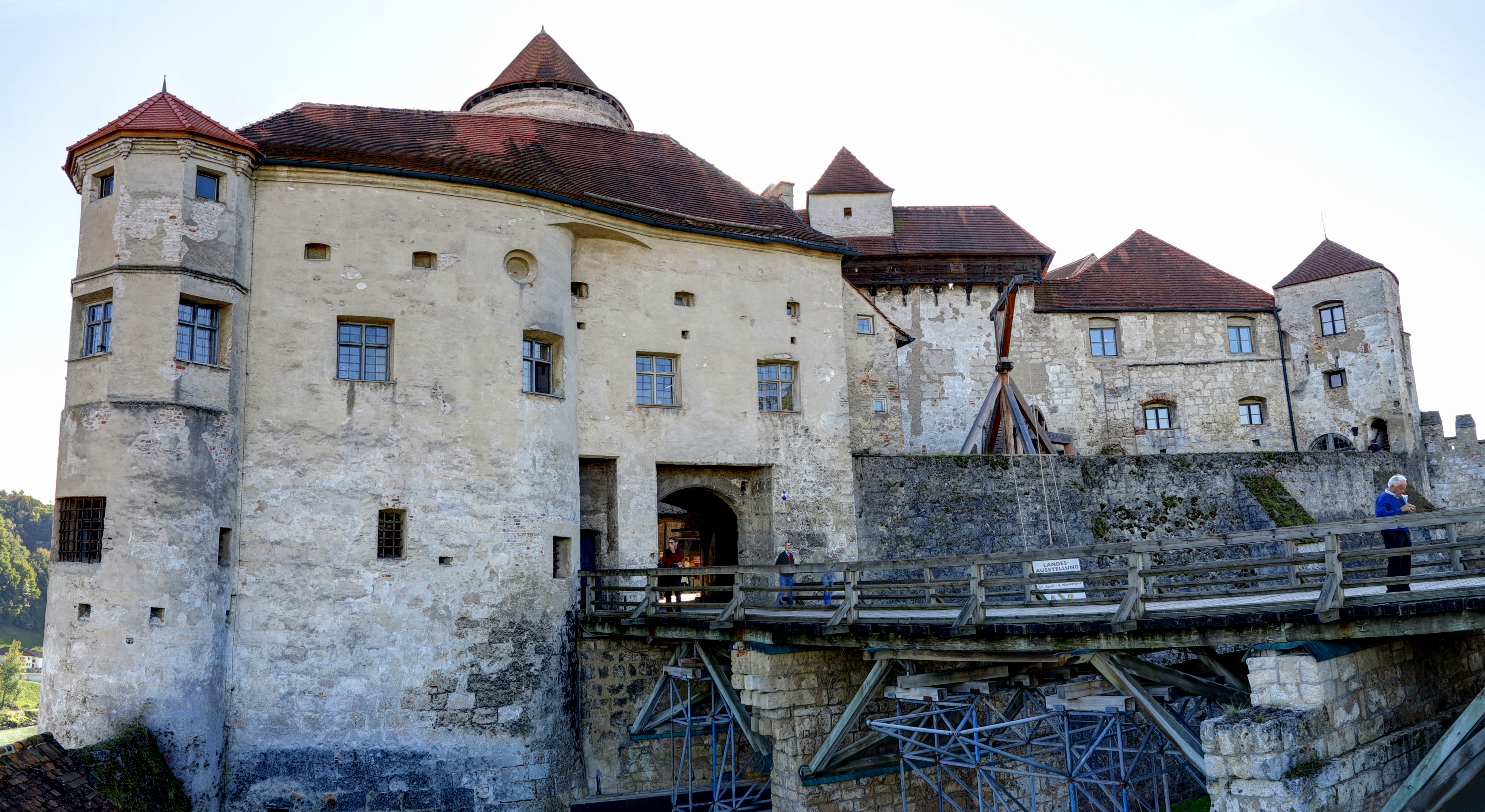
Hauptburg
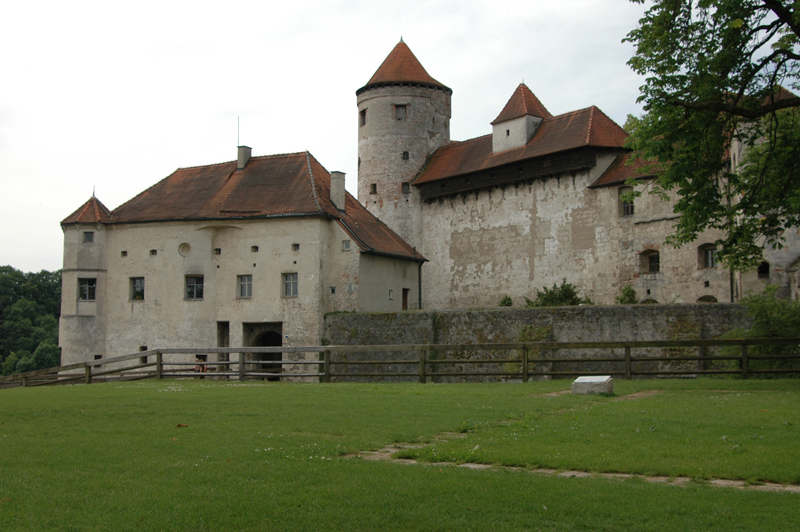
Die Hauptburg von Norden, dem zweiten Burghof aus gesehen
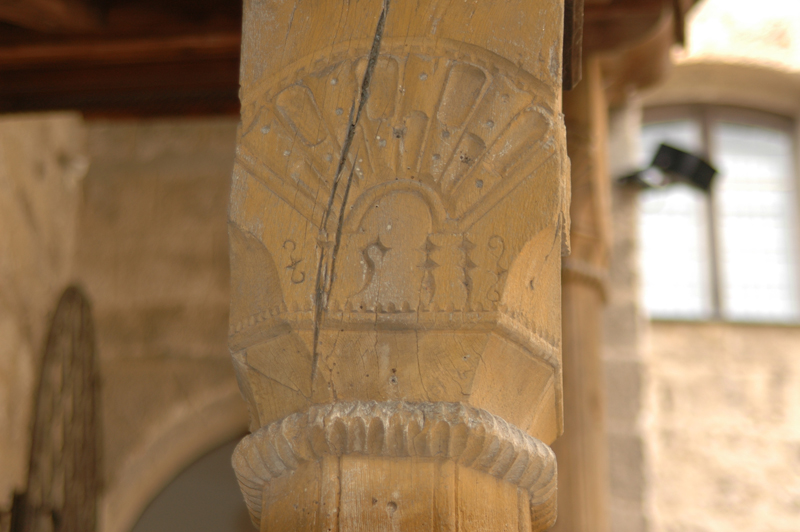
Detail am Aufgang zum ersten Obergeschoss des Palas (1533)
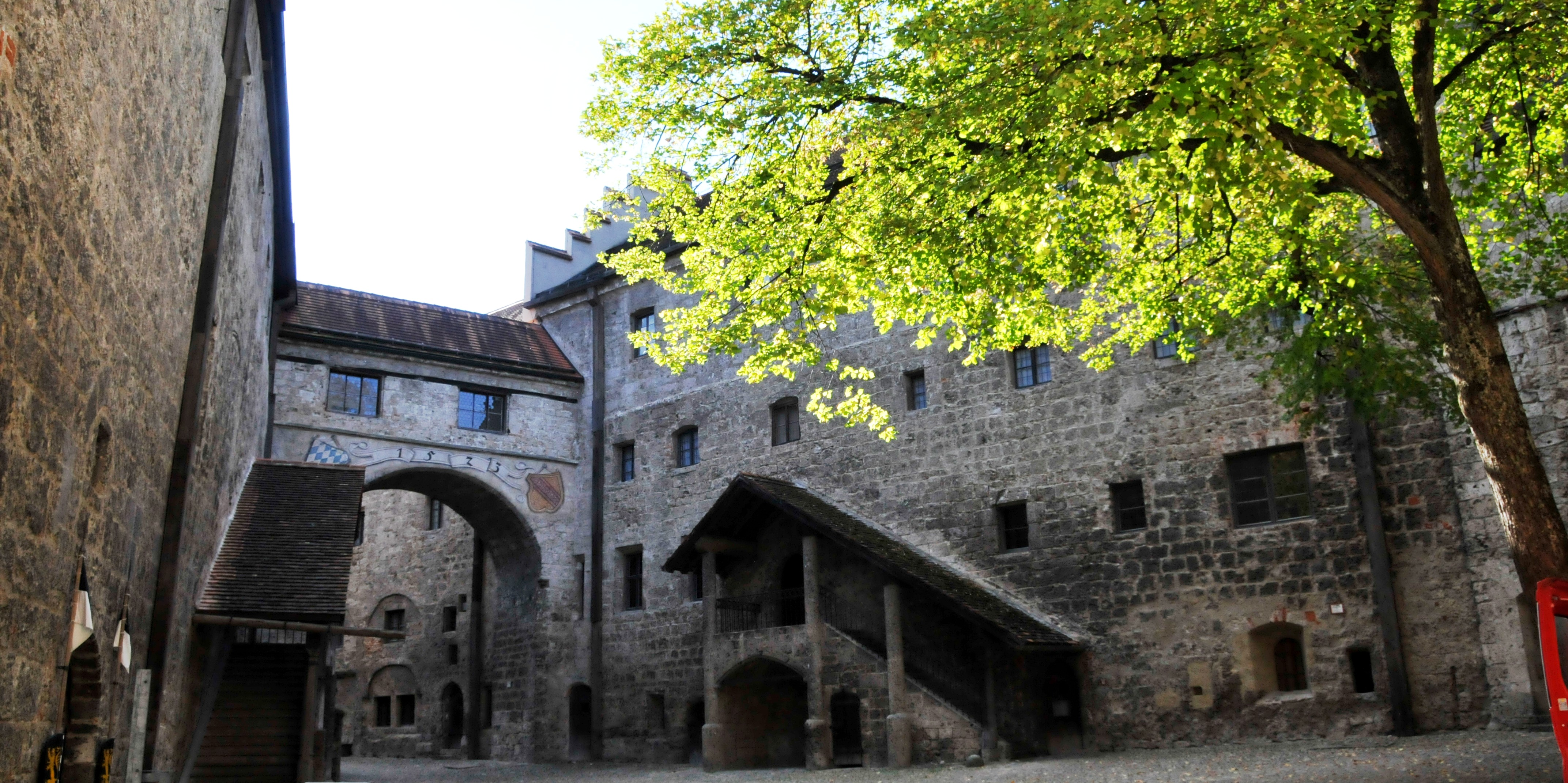
Der Schwibbogen zwischen Dürnitz (links) und Kemenate (rechts)
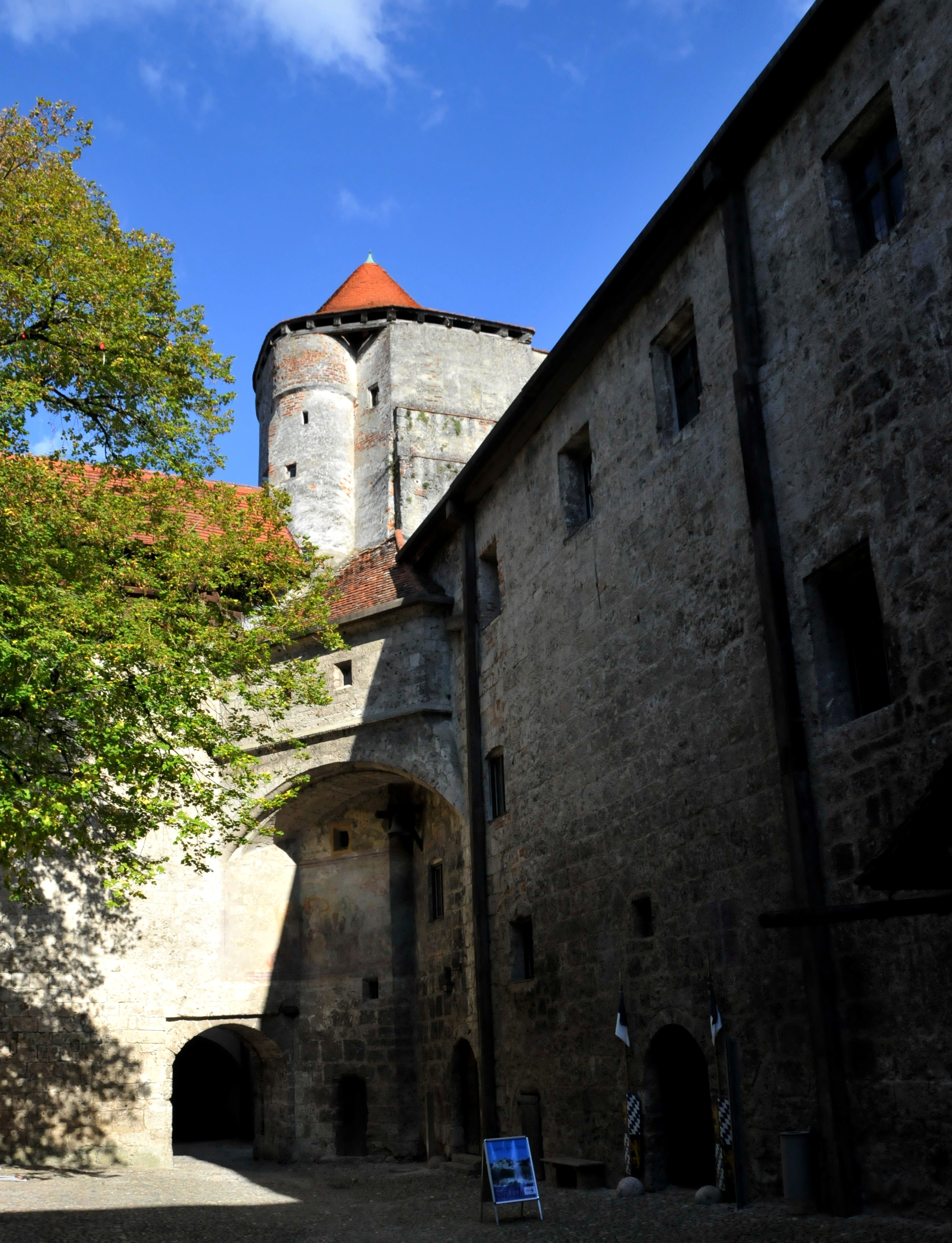
Bergfried und inneres Burgtor
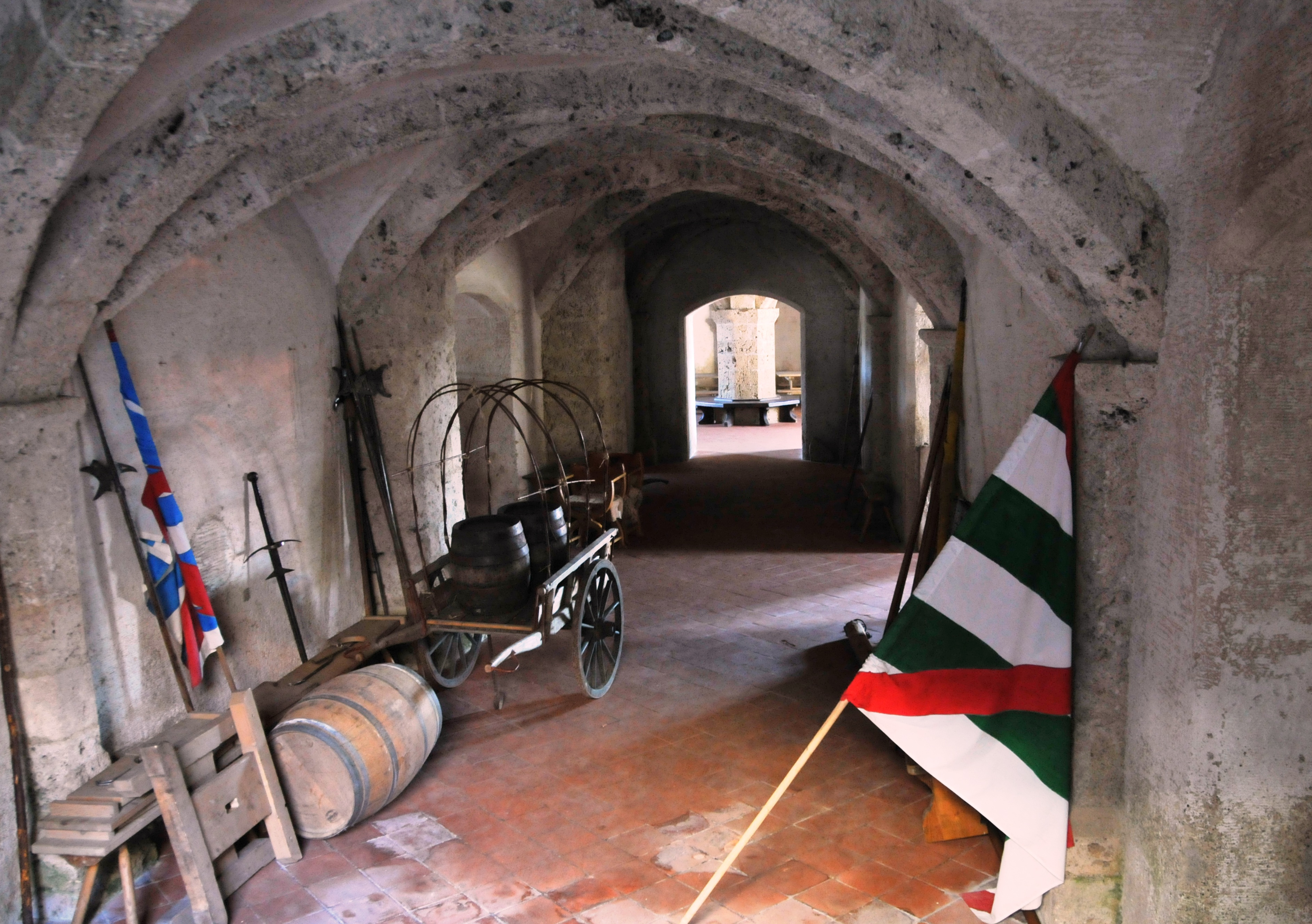
Blick ins Erdgeschoss des Palas, einem der ältesten Teile der Burganlage
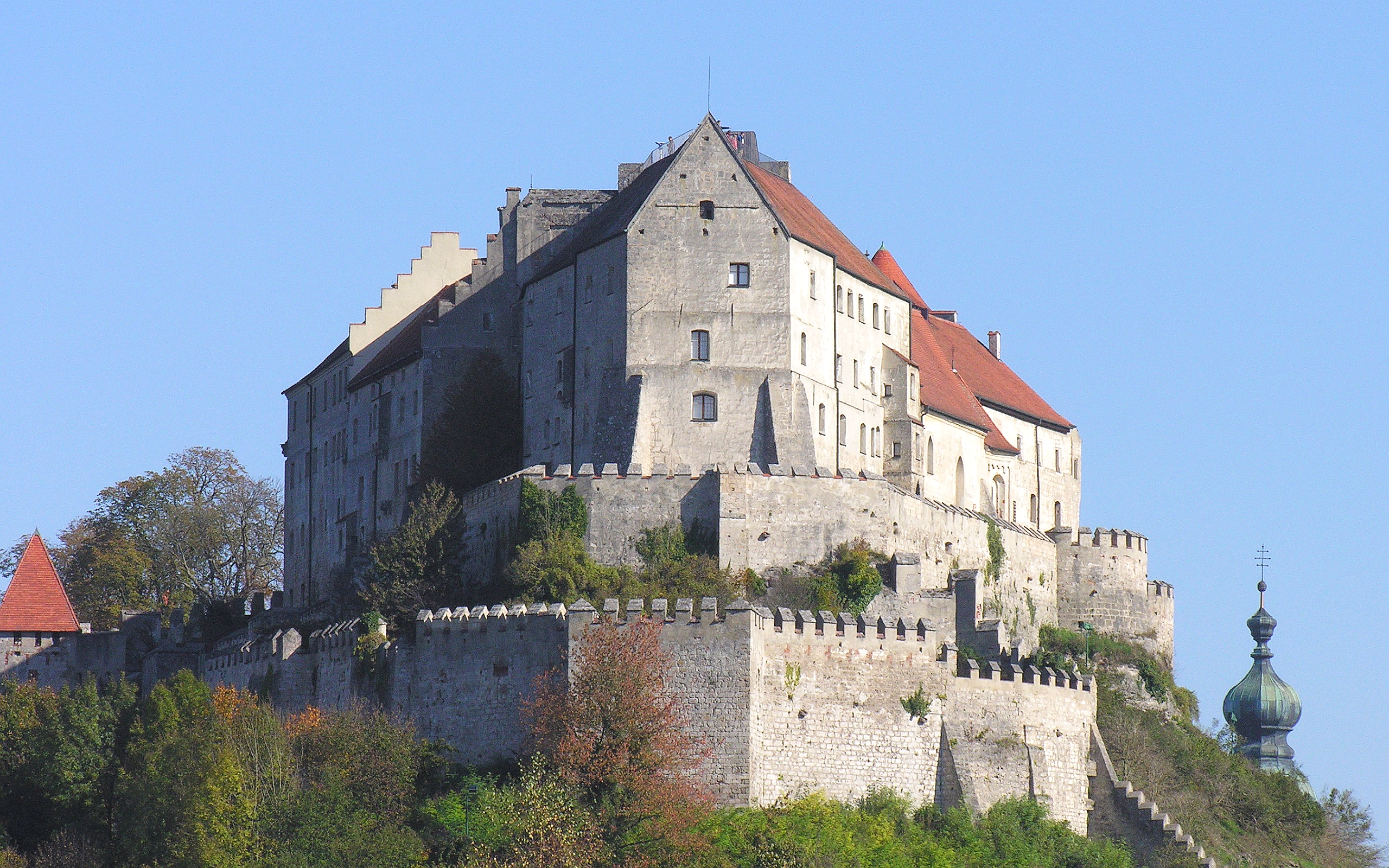
Exakte Südwest-Ansicht der Burg mit beiden Festungsmauern

Die dreistöckige, im Mittelteil vierstöckige Kemenate auf der rechten Seite nach Westen war vermutlich die Wohnung des Hofstaats der Herzogin. Die Außenmauern und ältesten Teile der Innenräume stammen aus dem 13. Jahrhundert. Beeindruckend sind die spätgotischen Kreuzgrat- und Netzgewölbe im Erd- und ersten Obergeschoss. Die oberen Geschosse wurden zuletzt im 16. Jahrhundert verändert und weisen Holzdecken mit schweren Balken auf. Heute befinden sich hier die Räume des Stadtmuseums. Die Kemenate ist durch einen Schwibbogen mit der Dürnitz verbunden. Der Bogen ist mit dem bayerischen und badischen Wappen sowie der Jahreszahl 1523 bemalt, was an die Hochzeit des Herzogs Wilhelm IV. von Bayern mit Jakobäa von Baden erinnern soll. Erbaut wurde der Bogen aber Jahrzehnte vorher.

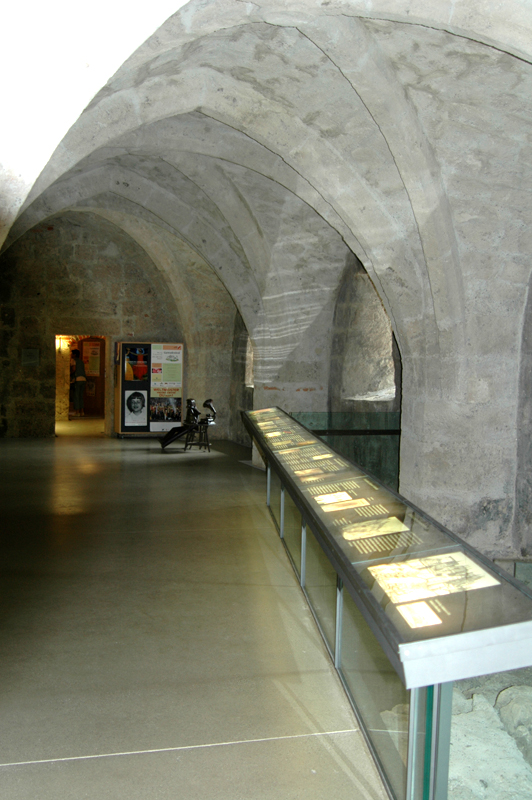
Der Dürnitzstock, heute Besucherzentrum

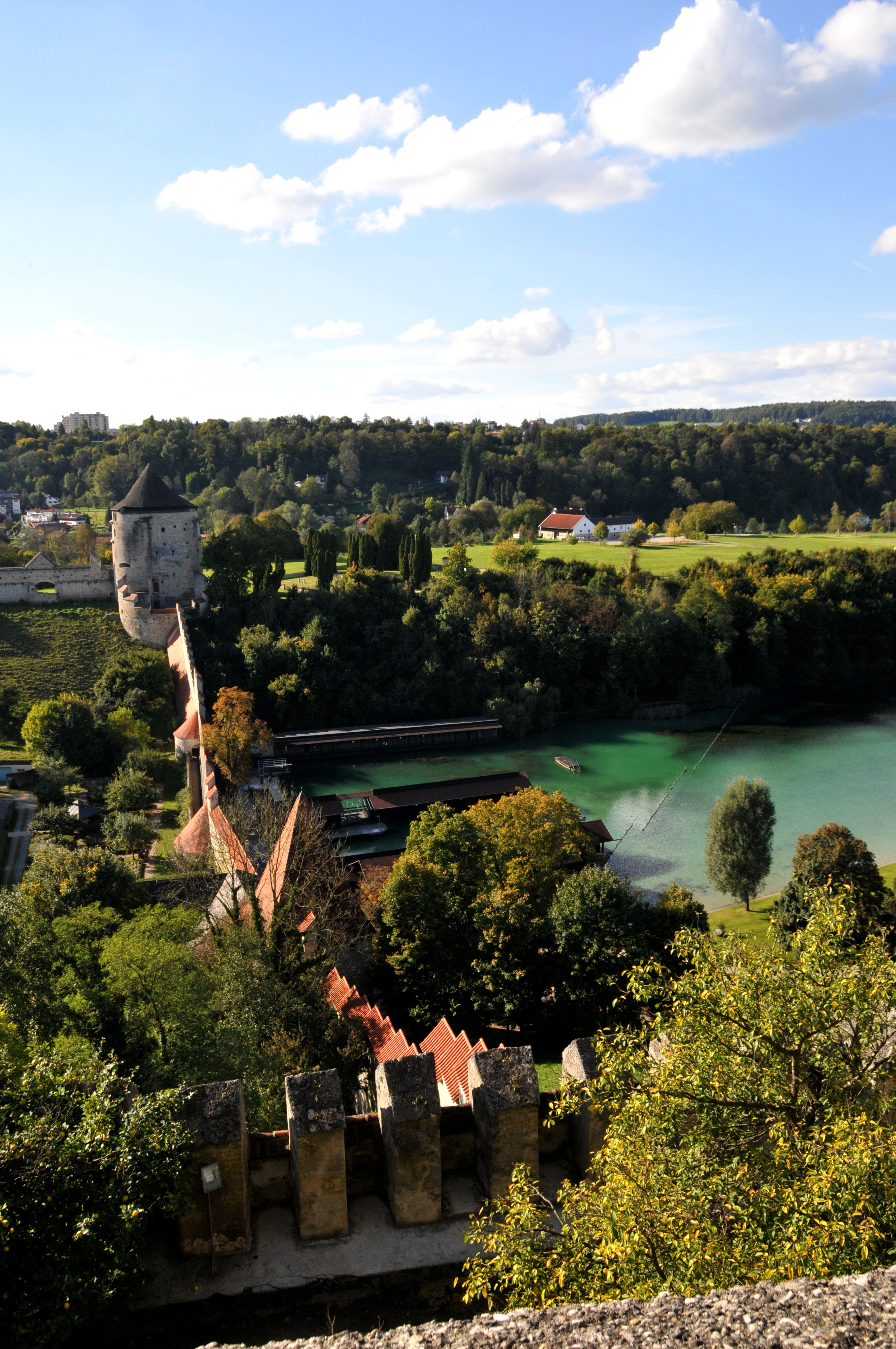
Blick über die Zinnen des unteren Zwingers und den Wehrgang zum Pulverturm (um 1490/1500) jenseits des Wöhrsees (rechter Bildrand)

Gegenüber der Kemenate befindet sich auf der linken Seite nach Osten der Dürnitzstock. Im Erdgeschoss ist der Zehrgarden, ein Lagerraum des herzoglichen Hofstaats, über einige Stufen vom Hof der Hauptburg aus erreichbar. Er wurde 2004 als Besucherzentrum ausgebaut, dabei wurden die unter anderem die Säulen von späteren Verbauungen befreit und in den originalen achteckigen Zustand zurückversetzt. Die Säulen wie das Kreuzrippengewölbe stammen aus dem 15. Jahrhundert, die meterdicken Außenmauern aus dem 13. Jahrhundert. Bei Grabungen 2002 bis 2004 wurden Mauerreste und Gräber aus dem frühen Mittelalter gefunden, die offengelegt sind und besichtigt werden können.
Im ersten Obergeschoss befinden sich ebenfalls unter Kreuzrippengewölbe der Speisesaal (Dürnitz) des gesamten herzoglichen Hofes sowie die Küche. Die Dürnitz war einer der wenigen Räume, die schon im Mittelalter rauchfrei durch einen Hinterladerofen beheizt werden konnten. Eine Quelle von 1509 spricht von 38 Tischen, die in zwischen den Säulen Platz fanden. Der Raum ist langgestreckt mit zwei Schiffen zu fünf Jochen. Wahrscheinlich wurde er auch als Verhandlungs- und Aufenthaltsraum genutzt. Das zweite Obergeschoss wurde im 15. Jahrhundert von dem Tanzsaal eingenommen, dem repräsentativen großen Saal für vor allem sommerliche höfische Feste. Er ist später, vor allem zur Garnisonszeit, stark verändert und unterteilt worden und heute ohne besondere bauliche Bedeutung. Dasselbe gilt für das Dachgeschoss; es wurde erst im frühen 18. Jahrhundert in Form eines Satteldachs auf das ursprünglich mit Zinnen umkränzte Flachdach aufgesetzt.

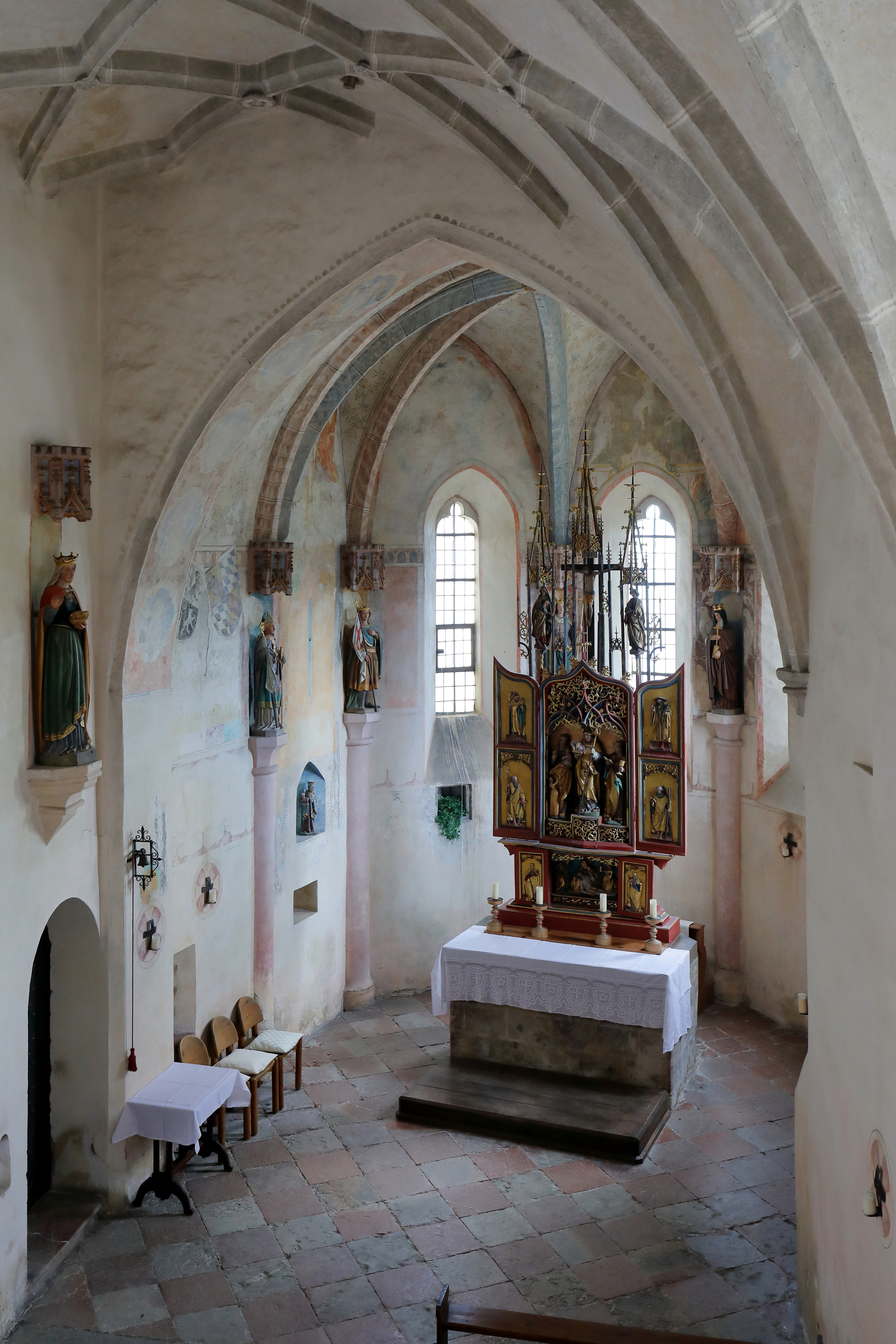
Innenansicht der Elisabeth-Kapelle

Zwischen Dürnitz und Palas befindet sich die 1255 erbaute Elisabeth-Kapelle. Ihr spätromanischer Kern wurde im späten 15. und frühen 16. Jahrhundert verändert und beherbergt heute einen Choraltar mit Schrein von 1524. An den Decken des einschiffigen Baus sind Fresken zu erkennen, die auf das 14. Jahrhundert datiert werden. Die Glocke im Turm stammt von 1474.
Von der Kapelle gelangt man direkt in das Erdgeschoss des dem Hoftor gegenüberliegenden Palases, das wie der Zehrgarden um einige Stufen unter dem Niveau des Burghofs liegt und aufgrund der Geländegegebenheiten und häufiger Umbauten unregelmäßig angeordnet ist. Das Erdgeschoss stammt vermutlich ebenfalls aus der spätromanischen Bauphase unter Herzog Heinrich XIII., die Außenmauern vielleicht gar aus dem 12. Jahrhundert. An der Südspitze befindet sich ein trapezförmiger Raum mit einer mächtigen Mittelstütze; daran schließt nach Norden hin ein dreigeteilter Raum mit jeweils drei Jochen an. Die Decke besteht wiederum aus schweren Kreuzrippengewölben.
Im ersten Obergeschoss des Palas befindet sich die ehemalige dreiteilige Raumfolge (Appartement) des Herzogs. Sie bestand aus zwei ofenbeheizten Stuben und einer dazwischenliegenden Schlafkammer; die kleine Stube mit dem Erker diente vermutlich dabei als Schreibstube bzw. als Studiolo nach französischem und italienischen Vorbild. Auf dem Vorraum (Fletz) ist über einer zu dem herzoglichen Appartement führenden Tür die Jahreszahl 1484 zu erkennen. Die Räume sind mehrheitlich in Zustand aus diesen Jahren der Regierung Herzog Georg des Reichen erhalten, mit schweren Eichenstützen, Deckenhölzern und einem Erker. Im zweiten Obergeschoss erstrecken sich die gleichartig angeordneten ehemaligen Gemächer der Herzogin Hedwig von Polen, die ebenfalls zu einem großen Teil im alten Zustand erhalten sind. Sie hielt sich hier über längere Zeit auf, während ihr Ehemann vor allem in Landshut auf der Burg Trausnitz residierte.
Heute befinden sich im ersten Burghof neben einem kleinen privaten Wohnteil und dem Besucherzentrum der Dürnitz das Burg- und Stadtmuseum und die Bayerische Gemäldegalerie, in dem unter anderem die herzoglichen Wohnräume und die Kemenate besichtigt werden können. Die Verbindung über den tiefen Graben zum anschließenden zweiten Burghof ist eine relativ junge Holzbrücke. Hangabwärts finden sich auf den übrigen drei Seiten der Hauptburg der obere bzw. untere Zwinger, also hohe, der Burg vorgelagerte Mauern.
Ein mehrere hundert Meter langer Wehrgang verbindet die Hauptburg mit dem auf der anderen Seite des Wöhrsees gelegenen Geschütz- und Batterieturm, dem sogenannten Pulverturm, der um 1500 von Ulrich Pesnitzer errichtet wurde. Er besitzt bis zu fünf Meter (!) dicke Mauern, vier Geschosse und einen tiefen Brunnen im Erdgeschoss, über den sich die Turmbesatzung im Belagerungsfall mit Wasser versorgen konnte.

### Erster Vorhof (Zweiter Burghof)
Der zweite Burghof, auch Erster Vorhof genannt, der in der heutigen Form im späten Mittelalter als erste Erweiterung zur Hauptburg gebaut wurde, enthält nur wenige der originalen Gebäude und Wehrmauern. Der Marstall, der im 15. Jahrhundert bis über 100 Pferde beherbergte, und die Hofpfisterei (Bäckerei) (beide von 1478), die auf der Westseite des Hofs standen, sind verschwunden. Sie wurden zur Zeit der Garnison abgebrochen, um Platz für Übungen zu schaffen. Dasselbe gilt auch für die herzoglichen Pferdeschwemmen, deren Reste zwischen 2002 und 2004 archäologisch untersucht wurden. Lediglich die Wohnungen der Marstaller und Fuhrknechte sind erhalten; diese wurden allerdings mehrmals umgenutzt und baulich angepasst. Während der Zeit der Garnison Burghausen dienten die Gebäude als Kantine, heute befinden sich dort ein Kiosk und öffentliche Toiletten. Die Wehrmauern des zweiten Burghofs sind auf etwa Brusthöhe abgetragen und ermöglichen heute herrliche Ausblicke auf Altstadt (im Osten) und Wöhrsee (im Westen). Vom ehemaligen Brauhaus in der Nähe des Röhrenbrunnens ist nur noch ein Baustadel erhalten und ist das heutige Burg-Café.

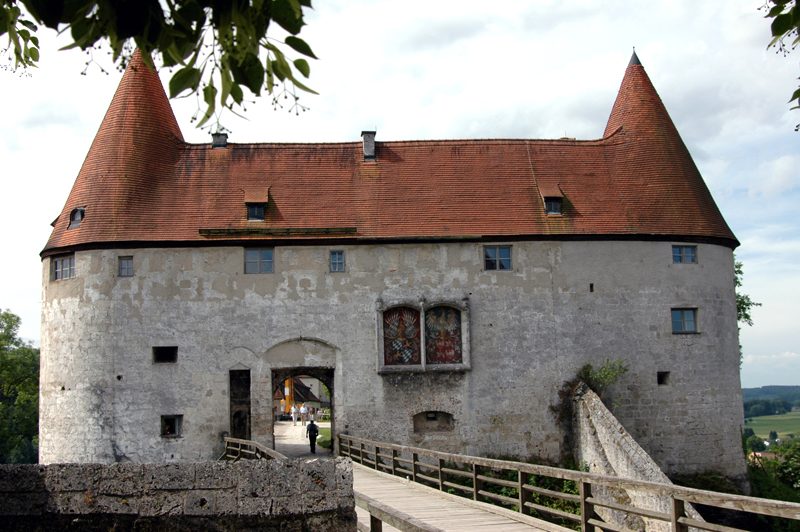
Das Georgstor (1494) von Norden (3. Hof)
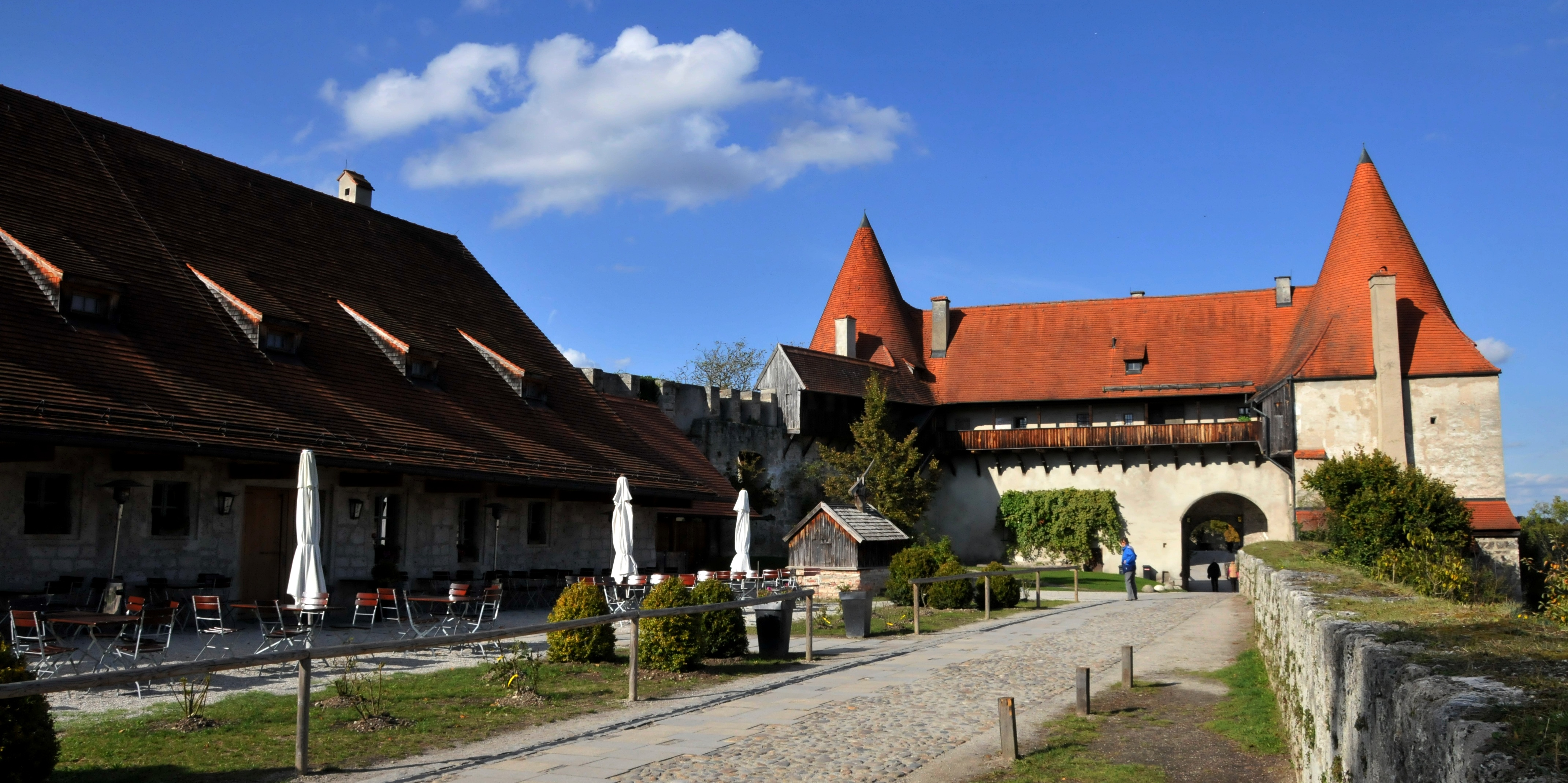
Georgstor (von Süden) mit Burg-Café

In der Nähe des Grabens zum ersten Hof steht der sogenannte Kammerer-Turm („Rundel“). Von ihm aus soll ein unterirdischer Gang in die Stadt, ja sogar unter der Salzach hindurch ins heute Österreichische geführt haben. Hier wohnte der bekannte Volksmusikforscher und Museumsleiter Hans Kammerer. Gleich daneben im Graben – er hat eine Tiefe von 8 m bei einer Breite von 27 m – ist ein zugedeckter Brunnen mit einer Tiefe von über 50 m. Aus dem Graben führen drei kleine Pforten: zum „Rundel“, nach Süden in das untere Gewölbe des äußeren Torbaus des ersten Hofs und nach Norden zum ersten Vorhof. An der Südwestecke des zweiten Hofs, wenige Meter westlich des Grabens, steht ein Aussichtsturm, der ehemals ein Turm am Eingang zum unteren Zwinger war.
Auf der Ostseite befindet sich ein Abgang zur Altstadt, die wahrscheinlich älteste Verbindung von Siedlung und Burg. Er mündet über den Burgsteig und das Geistwirtgassl am Stadtplatz. Den Wehrmauern leicht vorgelagert befindet sich der Stephansturm mit Tor, der im Kern aus dem 13. Jahrhundert stammt. Im 19. Jahrhundert wurde er Kasernberg genannt. Mit ihm konnte der Zugang von der Altstadt verschlossen werden. Zwischen Stephansturm und alter Wehrmauer ist eine abgetreppte Schießscharte, abgetreppt wie moderne Schießscharten z. B. des Atlantikwalles; die Abtreppung verhindert, dass Geschosse aus der Richtung des Stephanstores in die Schießscharte gelenkt werden. Da die Sicht von der Schießscharte zum Stefanstor aber durch einen Turm verstellt war, wurde in diesen Turm eine Sichtscharte gearbeitet, die in dem Führer  von Alois Buchleitner, "Burghausen, Stadt - Burg - Geschichte", 5. Ausgabe, mit einem Foto auf S. 116 dargestellt ist. Über dem Weg zur Altstadt befinden sich die ehemaligen Wohnungen der Marstaller und Fuhrknechte und der sogenannte Turm des „obersten Stuhlknappen“ (stets einsatzbereite Alarmwache) mit Zinnenkrone.
Gegen Norden abgeschlossen wird der zweite Burghof durch das Georgstor. Früher trug es auch die Namen St.-Elsbethen-Tor, Hochtor und Prinzentor. Diesen Namen bekam es durch den Türmermeister Jacob Primbs, der um 1600 seine Wohnung als Thurnermeister vom Bergfried der Hauptburg hierher verlegen musste. Der Torbau wurde 1494 erbaut und ist nahezu unverändert erhalten. Er besteht aus zwei Türmen und einem dazwischen liegenden mächtigen Querriegel. Er begrenzt den Hof nach Norden zum dritten Burghof und wurde zum Schutz der Hauptburg errichtet. Am südwestlichen Teil des Tores ist noch ein Stück Wehrmauer in ursprünglicher Höhe erhalten. Dem Georgstor vorgelagert befindet sich ein tiefer Wehrgraben, der von einer Holzbrücke überspannt wird. Auf dem Georgstor, über dem Eingang, befindet sich ein spätgotisches bayerisch-polnisches Allianzwappen, das an die Hochzeit der Prinzessin Hedwig von Polen mit Herzog Georg von Wittelsbach (Landshuter Hochzeit, 1475), dem Namensgeber des Tors, erinnert. Auf dem polnischen Wappen sind der weiße Adler der Piasten und der litauische Reiter zu erkennen.
Der zweite Hof zählte mit der Hauptburg zum inneren Burgbereich. Wer darin ohne Erlaubnis angetroffen wurde, lief Gefahr, mit dem Abschneiden der Ohren bestraft zu werden.

### Zweiter Vorhof (Dritter Burghof)
Der dritte Burghof, auch Zweiter Vorhof genannt, wird von einem dreigeschossigen alten Tuffquaderbau bestimmt, dem Zeughaus von spätestens 1427. Es stand bereits vor der Einfriedung und Gestaltung des Geländes als Burghof in seiner heutigen Gestalt. Die Zwischendecken sind als schwere Holzkonstruktionen ausgeführt, die in der Mitte durch je sieben gemauerte Pfeiler gestützt werden. Ein Munitionsinventar von 1533 berichtet, dass in den beiden unteren Stockwerken 185 Geschütze gelagert haben sollen, darunter auch eine schwere Steinbüchse („Esl“), sowie Feldschlangen, Arkebusen und Munition. Auch die Steinkugeln, die heute in der Burganlage die Wegränder zieren, waren als Munition für Geschütze bestimmt. Das Zeughaus wurde 1692 renoviert und im 19. Jahrhundert baulich stark verändert (der Dachstuhl wurde abgeflacht). Die ursprüngliche Funktion war die einer Lagerstätte für Getreide in den Obergeschossen und Waffen und Geschützen im Erdgeschoss. Die ehemals direkt nach Norden angrenzende Schmiede steht nicht mehr, es lassen sich nur noch die Dachansätze an der Nordseite des Zeughauses erkennen.

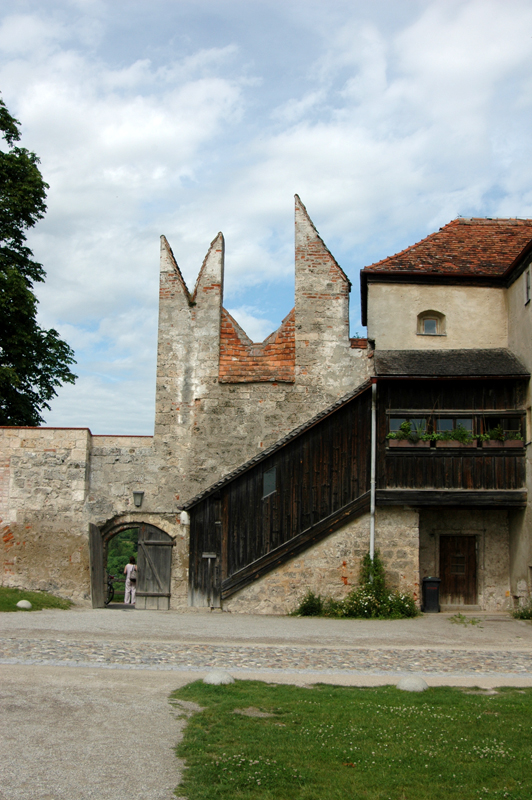
Die Schwurfinger, Verzierung der Wehrmauer
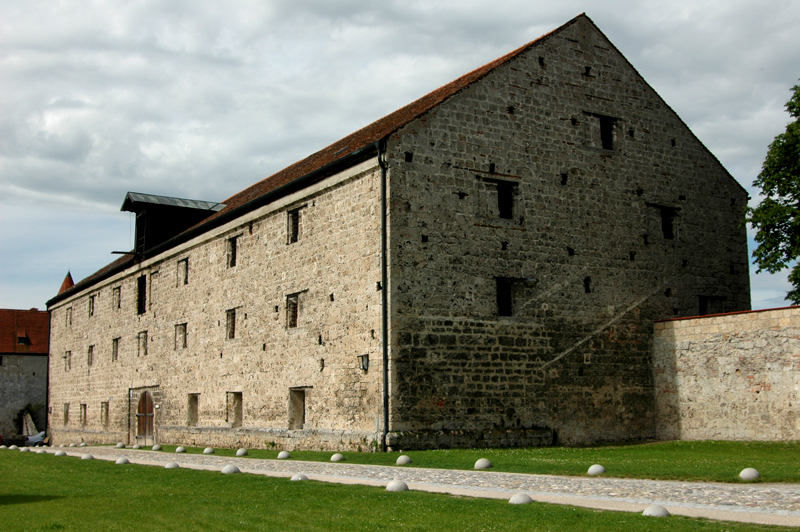
Das Zeughaus (um 1420) im dritten Burghof
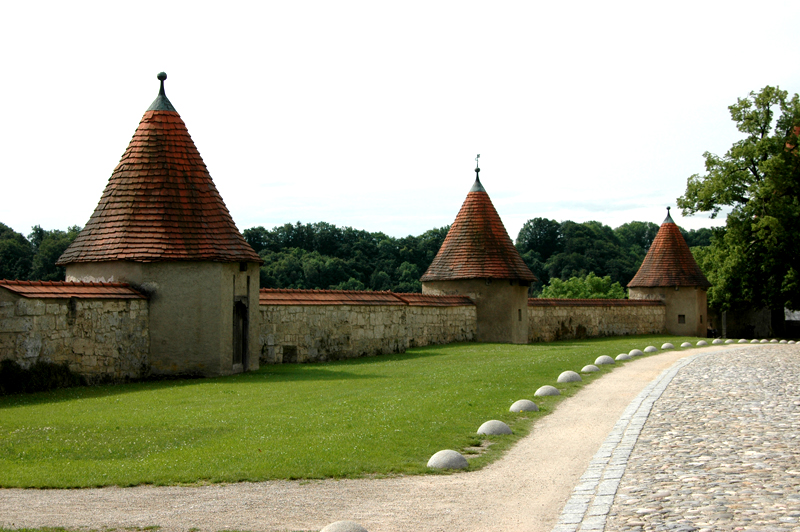
Die Pfefferbüchsen

Die östliche Seite des Hofs wird begrenzt von den sogenannten „Pfefferbüchsen“, drei kleinen Geschütz- und Wehrtürmchen. Vom dritten Burghof aus führen durch in der Neuzeit erstellte Durchbrüche durch die Wehrmauer steile Pfade im Osten in die Altstadt (Stethaimer Weg) und im Westen durch den Durchbruch „Zur Schönen Aussicht“, einst Halsgerichtsstätte. Ein weiteres erhaltenes Gebäude auf dem dritten Burghof ist die ehemalige Wohnung des Zeugwarts: der Hofkastengegenschreiber-Turm, auch Büchsenmeister- oder Zeugwärtl-Turm genannt, der später auch Majorswohnung des Garnisonskommandeurs war, geht über die sogenannten „Schwurfinger“ – einer gemauerten Verzierung in Form von Schwalbenschwanzzinnen – in die eigentliche Wehrmauer über. Lange Zeit gab es wilde Spekulationen bezüglich der Funktion dieser Schwurfinger, bis sie schließlich so eindeutig wie profan als reine Mauerverzierung identifiziert wurden.
Der Bergrücken ist auf Höhe des dritten Burghofs besonders schmal, so dass die Bebauung hier wohl nie so umfangreich war wie auf den anderen Höfen. Auffallend ist die ehemalige Komposition aus Geschütztürmchen, Geschütz- und Munitionslager sowie einer Schmiede. Zudem ist auf dem dritten Hof auch sehr deutlich die Veränderung des Gesamtcharakters durch das Abtragen der Wehrmauer bis auf Brusthöhe zu spüren.

### Dritter Vorhof (Vierter Burghof)
Der vierte Burghof, auch Dritter Vorhof genannt, wird im Osten vom Haberkasten oder Langer Kasten begrenzt. Ursprünglich zwischen 1387 und 1427 als 120 m lange große Stallung (Marstall für etwa 100 Pferde) und Lagerhaus für Futtervorräte errichtet, wurde er 1878 abgebrochen, um einen Turnplatz für die Garnison zu schaffen. 1960/61 wurde ein neues Gebäude nach originalem Grundriss und an originaler Stelle als Jugendherberge aufgebaut. Nach dem Umzug der Jugendherberge in die Altstadt beinhaltete es von 1995 bis 2014 die Athanor Akademie für Darstellende Kunst, die anschließend nach Passau umgezogen ist.

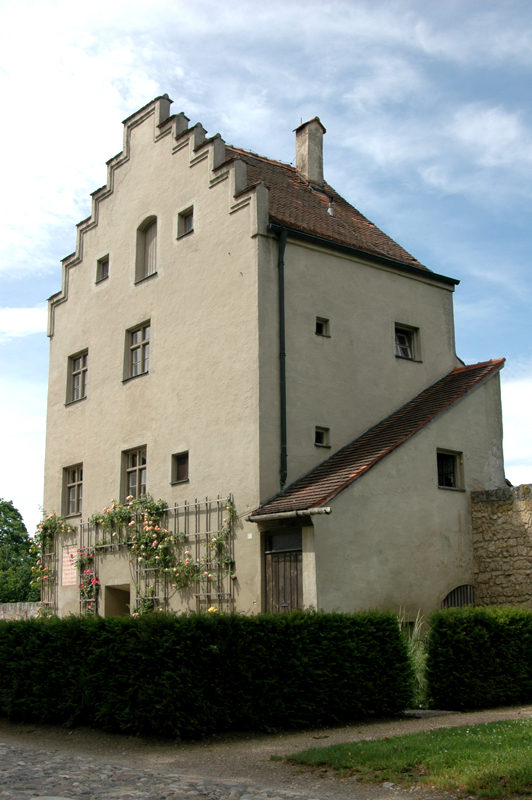
Das Aventinushaus, ein ehemaliger Wehrturm
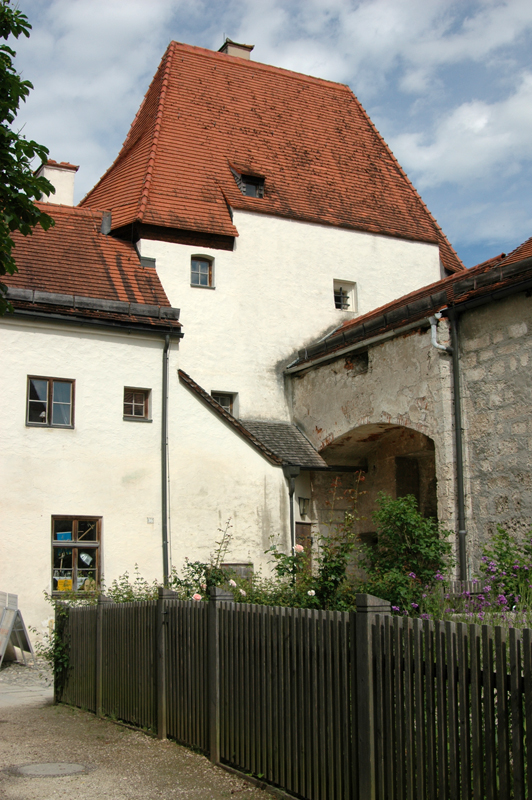
Der Folterturm zwischen viertem und fünftem Burghof
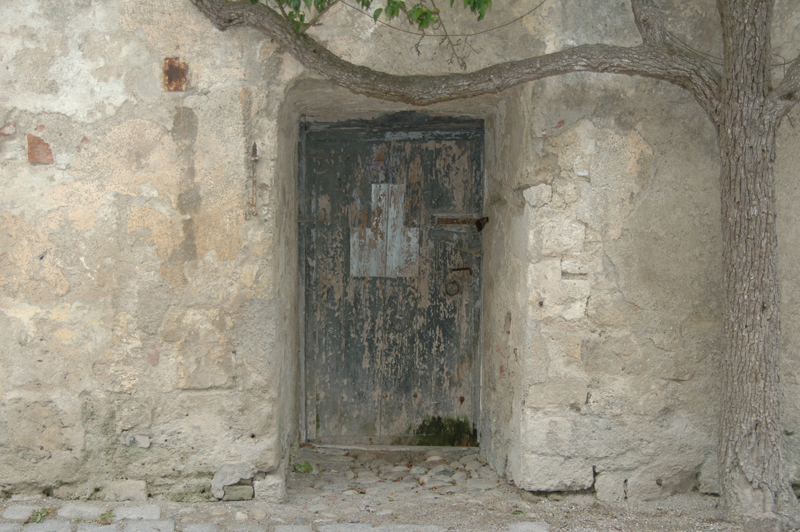
Alte Tür zum Folterturm

Der südlich anschließende, spätmittelalterliche Kornmesserturm oder Getreidewärtlturm diente zunächst als Wohnung des Lagerverwalters, des „Kornmessers“, später des Mesners der inneren Schlosskapelle. In der Garnisonszeit war es die Marketenderei.
Der Kaplan der inneren Schlosskapelle bewohnte später einen mit spätgotischem sechsstufigen Treppengiebel ausgebauten Wehrturm gegenüber, das Aventinushaus. Von der ihn ehemals umgebenden, gezinnten Mauer sind nur noch Reste erhalten. Das Haus in seiner heutigen Gestalt besitzt ein Satteldach und ist dreigeschossig. Die im 19. Jahrhundert angebrachte Tafel, die das Haus als zeitweiligen Wohnort von Johannes Turmair („Aventinus“) ausweist, basiert auf einem Irrtum.
Die Nordseite des vierten Burghofs besteht aus einem zusammenhängenden Gebäudekomplex, der ehemaligen Fronfeste, der zugleich die Grenze zum fünften Burghof markiert. Der ehemals vorhandene Graben war schon im 16. Jahrhundert zugeschüttet worden. Das größte der Gebäude wurde 1574 bis 1661 als Neues Zeughaus erbaut, nannte sich später auch Doppelte Kastenwächterwohnung und Krankenhaus. 1751/52 erfolgte der Ausbau entlang der alten Sperrmauer zum 5. Hof mit gedecktem Gang (Foltergang) zum Zucht- oder Arbeitshaus (Fronfeste). Am östlichen Abhang zur Altstadt wird der Bau vom Hexenturm begrenzt, einem Gefängnisturm mit mehreren Zellen, in dem im Jahr 1751 auch die letzte Frau eingesperrt war, die in Burghausen als Hexe hingerichtet wurde – wobei in Burghausen, nebenbei erwähnt, mehr Männer und Kinder als „Hexen“ getötet wurden als Frauen.
Auf der anderen Seite des engen Tors, durch das man in den fünften Burghof gelangt, steht als westlicher Abschluss der Fronfeste der Folterturm (auch Schergenturm, Amtmannsturm oder Eisenfronfeste). Er ist heute als privates Museum zugänglich, in dem in authentischer Umgebung eine Reihe von frühneuzeitlichen Folter- und Mordwerkzeugen betrachtet werden können. Das Verlies im Keller, dessen einzige Lichtzufuhr ein vergittertes Loch in der Decke war, ist nebst gusseisernen Ösen für die geketteten Gefangenen erhalten. Genau über diesem Loch befand sich die Folterkammer (Fragstatt); die Gefangenen konnten also vor allem akustisch schon vorher „hautnah miterleben“, was sie erwartete.
In Burghausen wurden vor allem in der Frühen Neuzeit Tausende von Menschen gefoltert und hingerichtet; die letzte Hinrichtung fand erst 1831 statt. Der Hinrichtungsplatz war aber nicht auf der Burg, sondern auf einem Feld wenige Kilometer nördlich; oft wurden die Verurteilten zur Abschreckung auch direkt in deren Wohnorten getötet. Burghausen war jedenfalls Sitz der Gerichtsbehörden, was in der Bevölkerung zu folgendem bissigen Spruch führte: „Zwischen Ach und Weh, Kreuz, Kümmernis und Klausen, liegt das Schindernest Burghausen.“ Mit Ach, Weh, (Heilig-)Kreuz, Kümmernis und Klausen handelt es sich um Ortsnamen aus der Umgebung bzw. heutigen Stadtteilen von Burghausen.

### Vierter Vorhof (Fünfter Burghof)

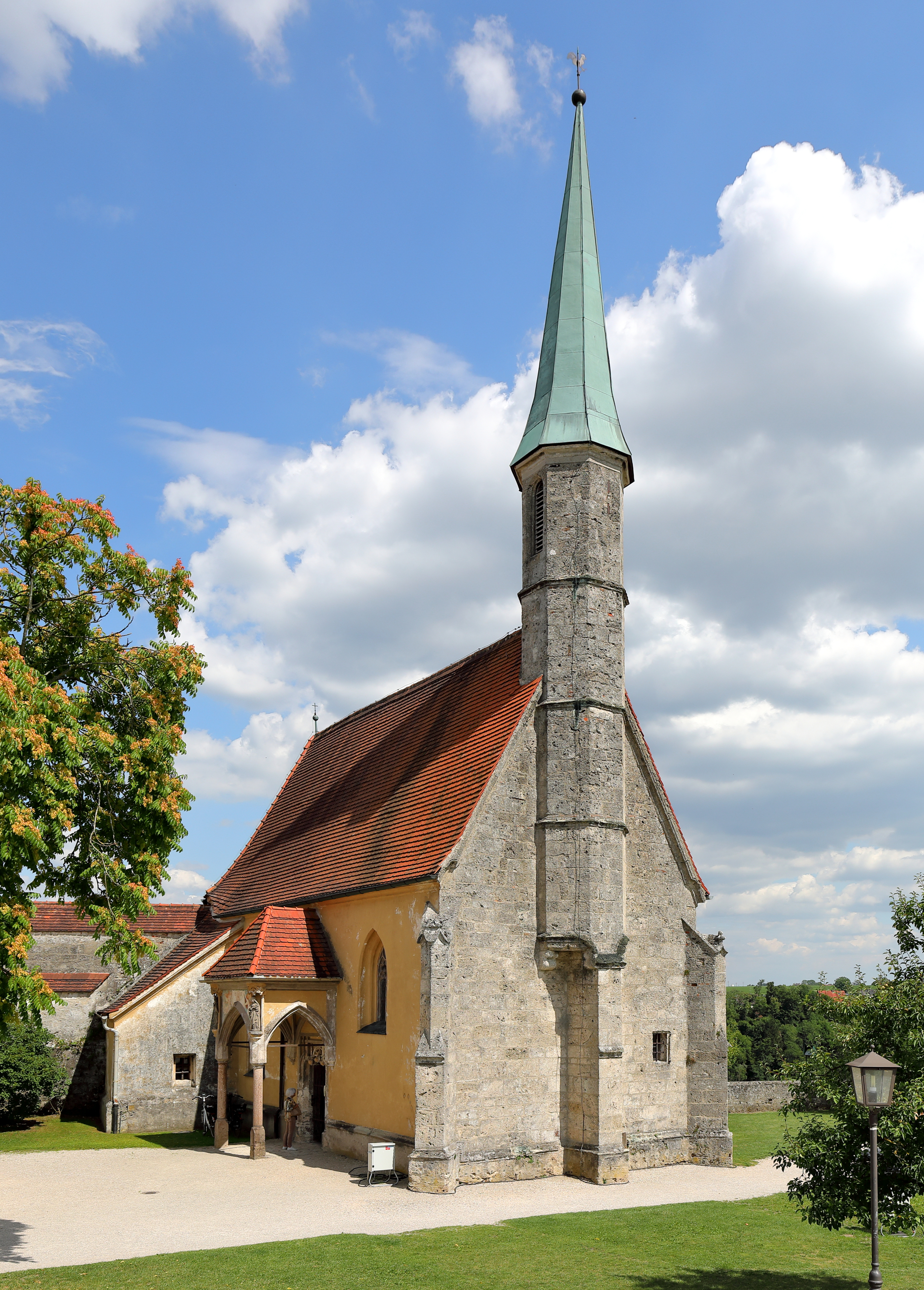
Die um 1489 errichtete Hedwigskapelle

Auf dem fünften Burghof, auch Vierter Vorhof genannt, schließt auf der Ostseite das Spinnhäusl an den Gefängniskomplex an, ein vergleichsweise kleines Frauengefängnis aus dem 16. Jahrhundert, das bei einem Umbau 1968 allerdings stark verändert worden ist.
Ebenso stark verändert wurde der bereits 1960 zu einem Aussichtspunkt umgebaute ehemalige Gärtnerturm nördlich davon. Der weite, begrünte Platz vor den beiden Gebäuden war der Garten des Vitztums im Rentamt Burghausen. Vizedome sind in Burghausen seit 1392 erwähnt und wohnten seit 1514 in der Hauptburg. Der Garten ist seit der Landesgartenschau 2004 mit Streuobst bepflanzt. Die Wehrmauer auf der Westseite wurde auch hier bis auf Brusthöhe abgetragen.
In ganzer Pracht erhalten ist die dem Werkmeister Wolfgang Wiser (Wiesinger) stilkritisch zugeschriebene äußere Burgkapelle, oft Hedwigskapelle genannt. Sie wurde von Herzogin Hedwig und Herzog Georg von Wittelsbach in Auftrag gegeben und war 1489 in Bau. Geweiht war die Kirche von Anfang an der „heiligen Jungfrau Maria“.
Die Kapelle gehört zu den bedeutenden spätgotischen Bauwerken in Bayern. Bedeutsam sind vor allem die Gewölbe mit Rippen über kurviertem Grundriss, die damals zu den stilistischen Innovationen im Gewölbebau zählten. Obwohl ein Teil der Kapelle in die östliche Wehrmauer eingelassen ist, besticht sie durch ihren filigranen Charakter; ein kleiner Vorbau ruht auf zierlichen roten Marmorsäulen; an den Ecken des Vorbaus sind unter Baldachinen Sandsteinfiguren zu sehen, den englischen Gruß darstellend: links der Engel Gabriel, rechts die Maria. An den Wänden im Inneren sind Reste spätgotischer Fresken zu erkennen. Außerdem befinden sich dort spätmittelalterliche Votivreliefs, aus derselben Zeit Statuen unter Baldachinen, die direkt an das erstaunlicherweise unregelmäßige Kreuzrippengewölbe anschließen. Die Kapelle ist in einem hervorragenden Zustand; lediglich der Altaraufsatz ist nicht mehr original, stammt jedoch ebenfalls aus dem späten 15. Jahrhundert und ist seit 1959 als Leihgabe des Bayerischen Nationalmuseums in München dort aufgestellt.
Die nördliche Begrenzung des fünften Burghofs bildet zum einen das ehemalige Kastenamt mit den später errichteten Wohnbauten aus dem 17. und 18. Jahrhundert und der gegenüberliegende Kastengegenschreiber-Turm, der 1803 abgebrannt ist und verändert wieder aufgebaut wurde. Die beiden Gebäude waren bis zu diesem Zeitpunkt durch einen Torbogen verbunden und vom sechsten Burghof durch einen tiefen Graben getrennt. Das Tor wurde abgebrochen und der Graben zugeschüttet.

### Fünfter Vorhof (Sechster Burghof)

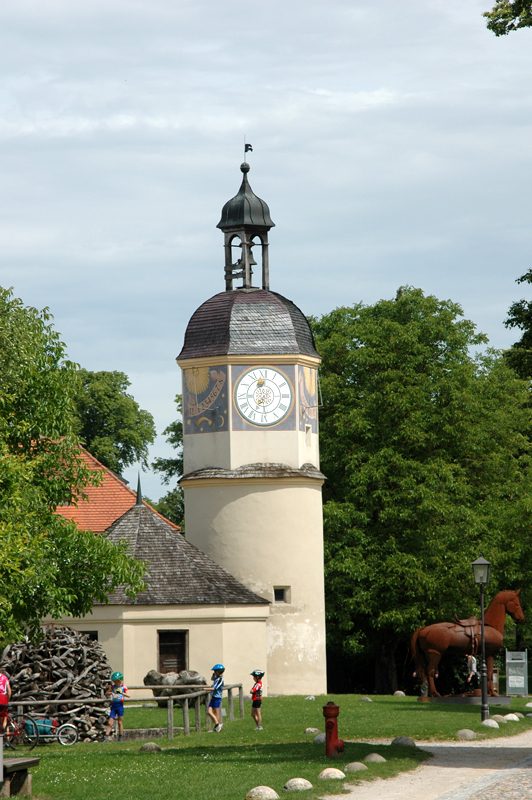
Der Uhrturm im sechsten Burghof aus dem 16. Jahrhundert, mit Brunnen und Sonnenuhr

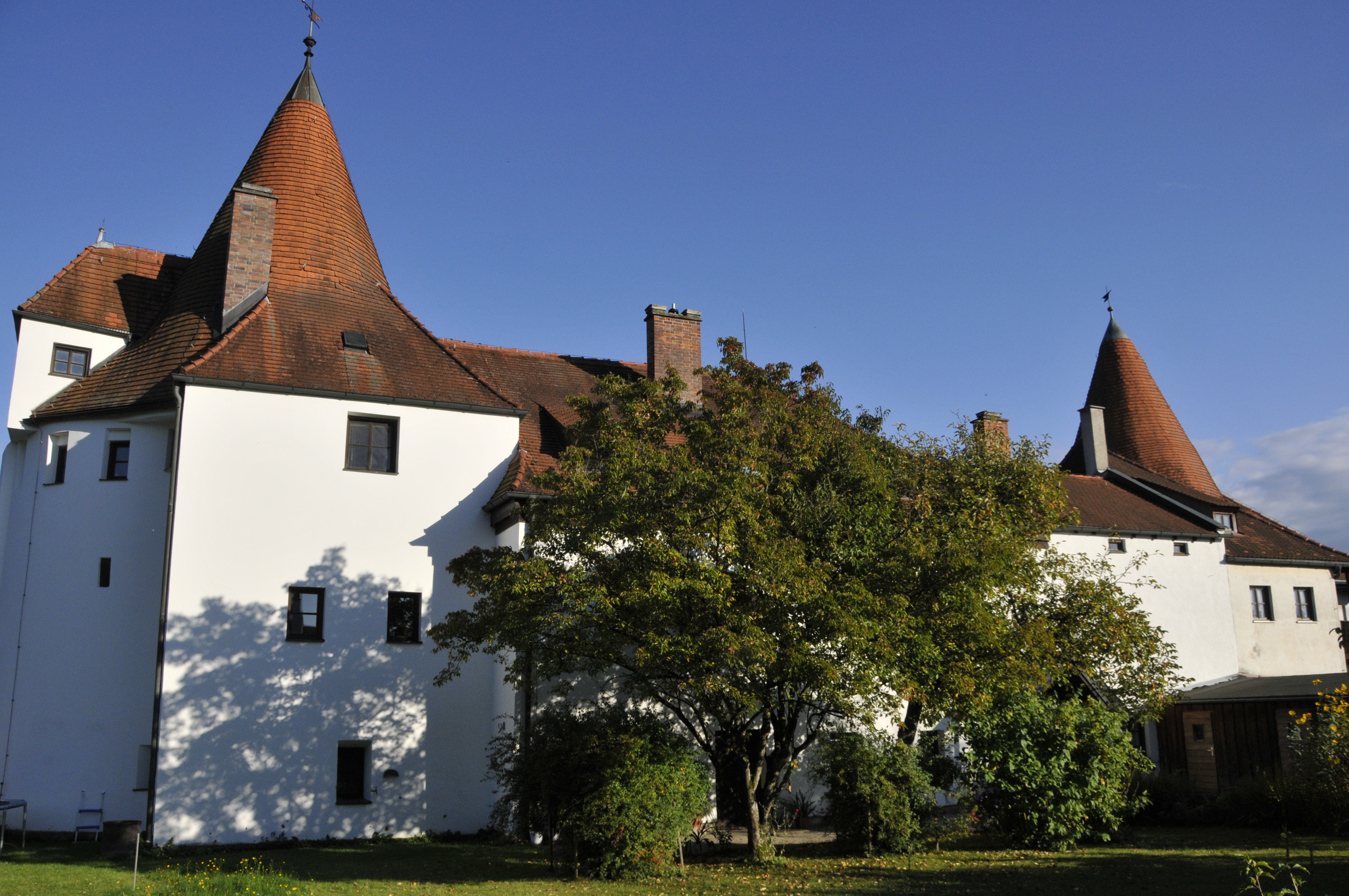
Das Kastenamt auf dem sechsten Burghof

Während weite Teile der Burghöfe zwei bis fünf von Wehrmauern umgeben sind, ist der sechste und nördlichste Burghof, auch Fünfter Vorhof genannt, wieder umfassender mit Gebäuden bebaut. Der Hangrücken ist hier schon wesentlich breiter und verleiht dem Hof einen platzartigen Charakter. Auf der Westseite stehen drei Wehrtürme aus dem 14. Jahrhundert, die zu Zeiten des Rentamts in Gerichtsschreiber-, Benefiziaten- und Forstmeister-Turm umgewandelt wurden. Dazwischen befinden sich zahlreiche kleinere Handwerker-Häuser. Auf der Ostseite des Hofes liegt neben dem Kanzlerturm das Christophs-Tor zum Hofberg, einem mit Fuhrwerken befahrbaren Weg zur Altstadt. Die das Tor umgebenden Gebäude stammen im Kern aus dem späten Mittelalter, wurden vom 16. bis 18. Jahrhundert aber baulich verändert und waren ab der frühen Neuzeit Verwaltungsgebäude des Rentamts (Rentmeister, Rentschreiber, Kanzler, Forstmeister, Kastner usw.). Ein Turm diente von 1779 bis 1801 als Wohnung des Scharfrichters von Burghausen. Vor der Abtretung des Innviertels an das gerade entstehende Kaisertum Österreich wohnte der Scharfrichter in Ach auf der gegenüber liegenden Seite der Salzach. Etwa in der Mitte des sechsten Burghofs steht der pittoreske Uhrturm mit Schlag- und Sonnenuhr aus dem 16. Jahrhundert, direkt angebaut ein mittlerweile überdachter Brunnen. Entgegengesetzt der üblichen Zeitanzeige gibt die Turmuhr mit dem kurzen Uhrzeiger die Minuten und mit dem langen Zeiger die Stunde an.
Vom Aussichtspunkt in der westlichen Burgmauer hat man einen schönen Blick auf den Wöhrsee (Urbett oder alter Flussarm der Salzach) und den Pulverturm, der durch einen Wehrgang mit dem Burgzwinger verbunden ist. Im Hintergrund sind die Leprosenkirche Heilig Kreuz (von 1477) im gleichnamigen Ortsteil sowie die Wallfahrtskirche im Ortsteil Marienberg zu sehen, ein Rokokobau, errichtet von 1760 bis 1764.
Nicht mehr erhalten ist der tiefe Burggraben mit der dahinter liegenden mächtigen Wehranlage, die die Burg und die gesamte Altstadt nach Norden abschlossen. Sämtliche Gebäude wurden zu Beginn des 19. Jahrhunderts abgebrochen. Hinter einem tiefen Graben, dem „Halsgraben“, befand sich eine mächtige Mauer mit drei Wehrtürmen; dahinter wiederum als quer gelegter Riegel die „Schütt“, ein mehrere Stockwerke hoher Speicherbau. Der Zugang zur Burg erfolgte nicht geradlinig von Norden, sondern schräg von Nordosten über eine Zugbrücke durch den Torzwinger, der durch drei Tore – in die Burg, zur Altstadt und gen Norden – komplett verschlossen werden konnte. Heute existiert nur noch das Christophs-Tor, der ehemalige Eingang vom Zwinger zur Burg. Über dem ehemaligen Wehrgraben ist heute der Besucherparkplatz, die ehemaligen Außenmauern wurden 1965 andeutungsweise rekonstruiert. Man hat zunächst nicht das Gefühl, eine Burg zu betreten – allzu offen erscheint heute der ehemals massiv geschützte, einzige ebenerdige Zugang von Norden, der ursprünglich den Gegenpol zur Hauptburg im Süden bildete.

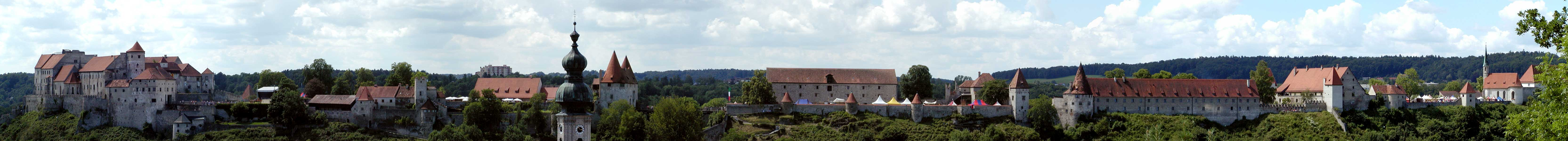
Panorama der Burg zu Burghausen von Osten

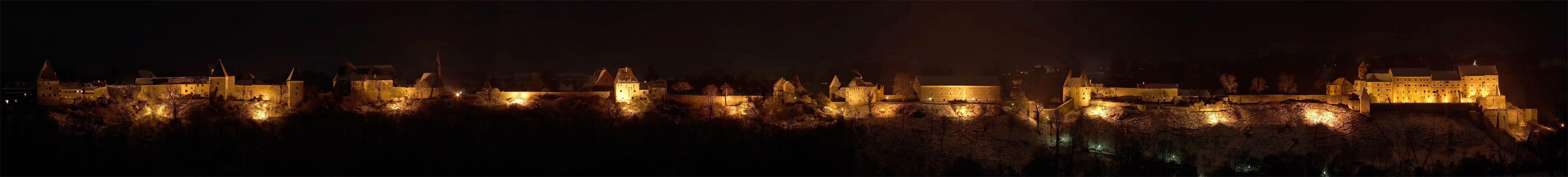
Panorama von Westen bei Nacht

## Sonstiges
Die Burghauser Burg war unter anderem Drehort für den Christian-Ditter-Film Wickie auf großer Fahrt, 1½ Ritter von und mit Til Schweiger, und auch Hollywood-Filmemacher nutzten bereits die bauliche Authentizität der alten Burganlage als Kulisse, wie in der Neuverfilmung von Die drei Musketiere.